# Seznam světového dědictví v Asii, J–V
Následující část seznamu obsahuje památky na asijském kontinentě s výjimkou arabských států, jimž je věnována oddělená část Seznamu, a dále Izraele, Turecka, Ruska, Arménie, Ázerbájdžán a Gruzie, které jsou v souladu s členěním na oficiálních stránkách UNESCO zařazeny mezi státy evropské. 
Kvůli obsáhlosti je Seznam světového kulturního a přírodního dědictví v Asii rozdělen do dvou částí seřazených abecedně podle států, které zařazení lokality do Seznamu navrhly. Tato část obsahuje státy od Japonska po Vietnam. Následující přehled památek je aktuální k datu 31. 7. 2025.
U každé položky je uveden český název, oficiální anglický název dle seznamu UNESCO, stručná charakteristika a odkaz na základní zdůvodnění zápisu dle UNESCO. Číslo v odkazu je současně číslem, pod kterým je lokalita vedena v Seznamu.

## Japonsko

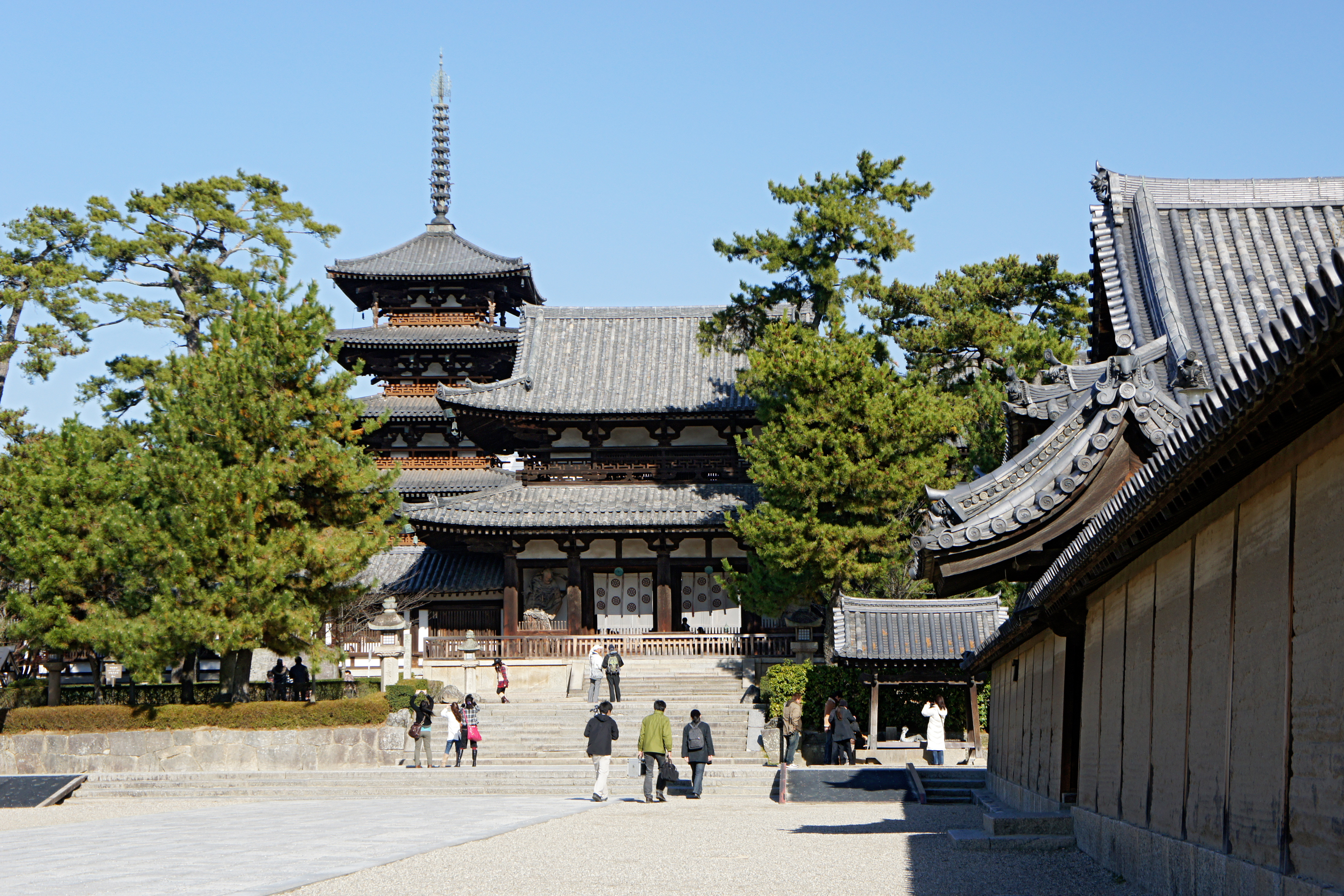
Chrám Hórjúdži

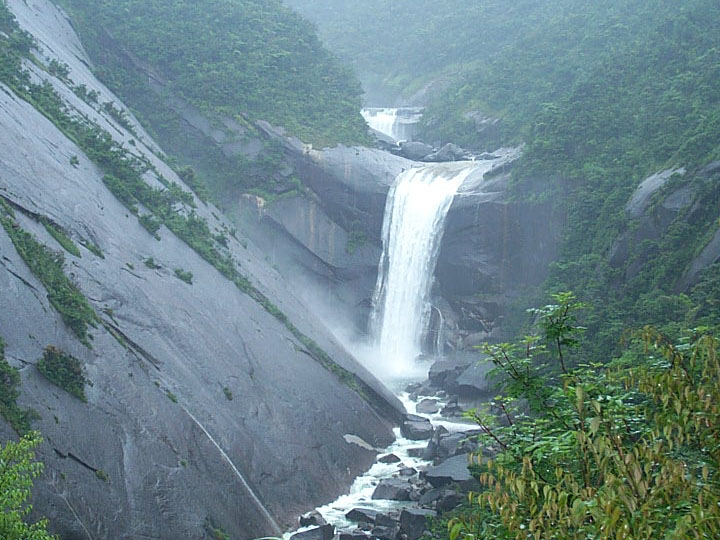
Jakušima

Širakawa-gó a Gokajama

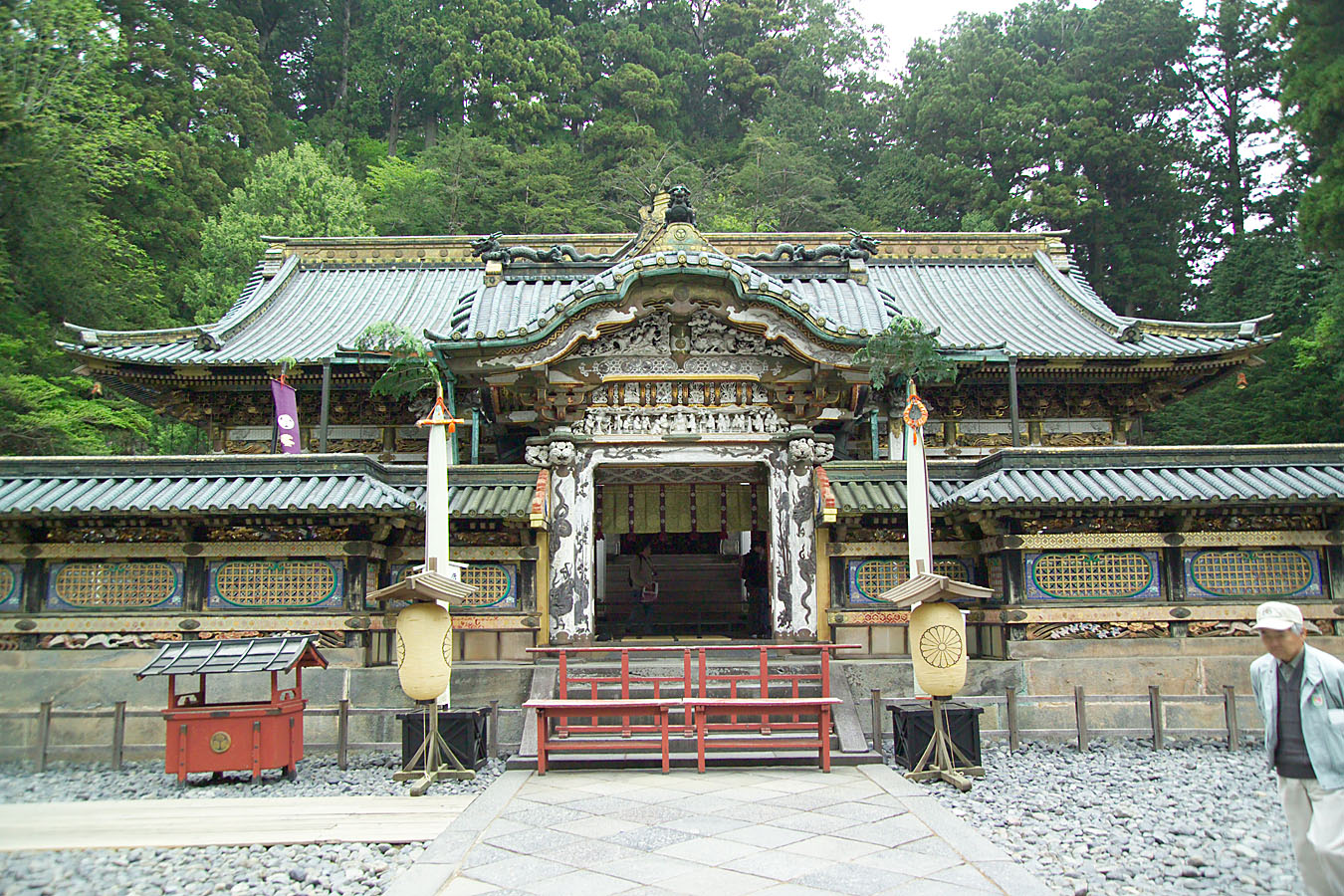
Svatyně a chrámy v Nikkó

Gusuku

Posvátná místa a poutní stezky v horské oblasti Kii

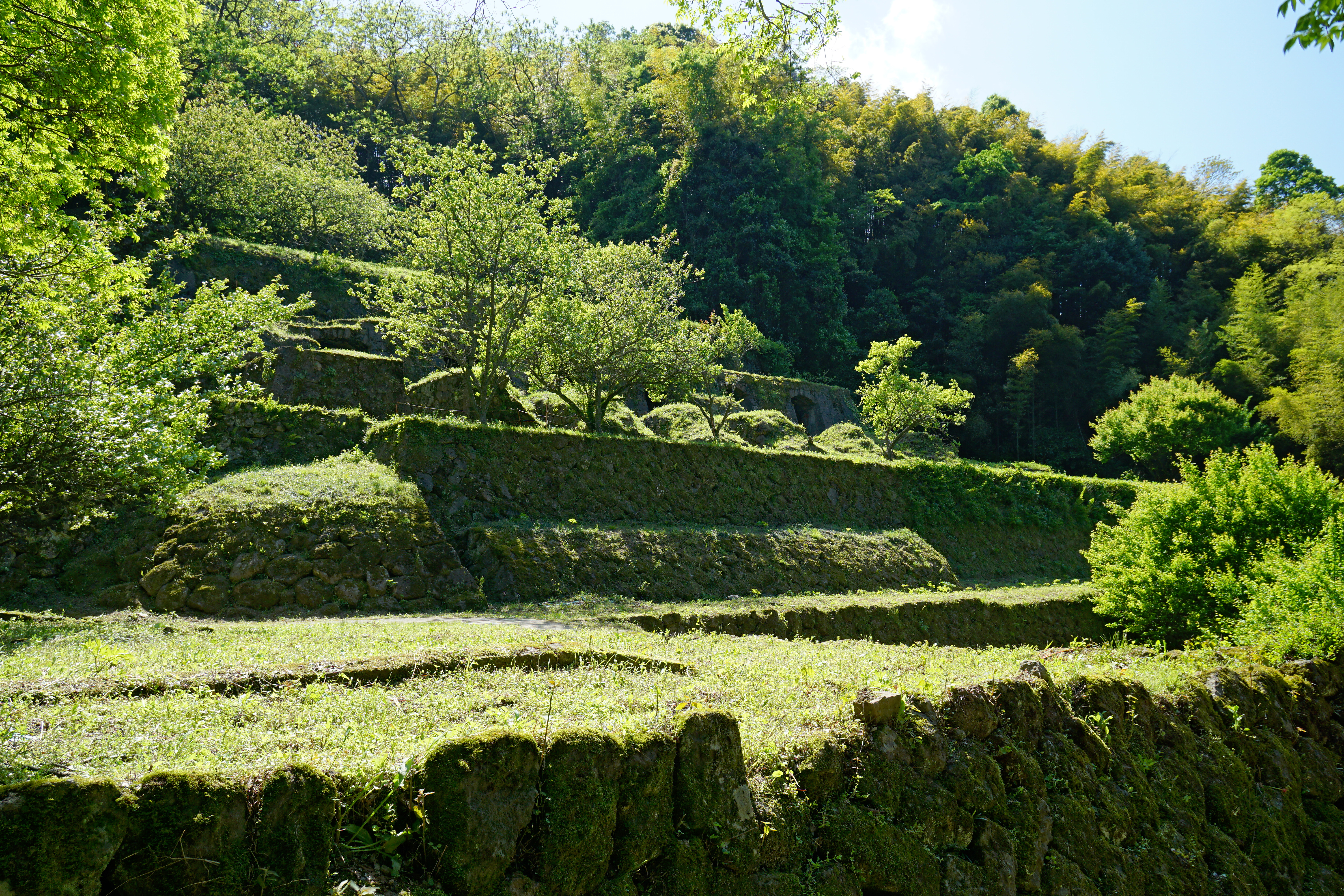
Iwami Ginzan

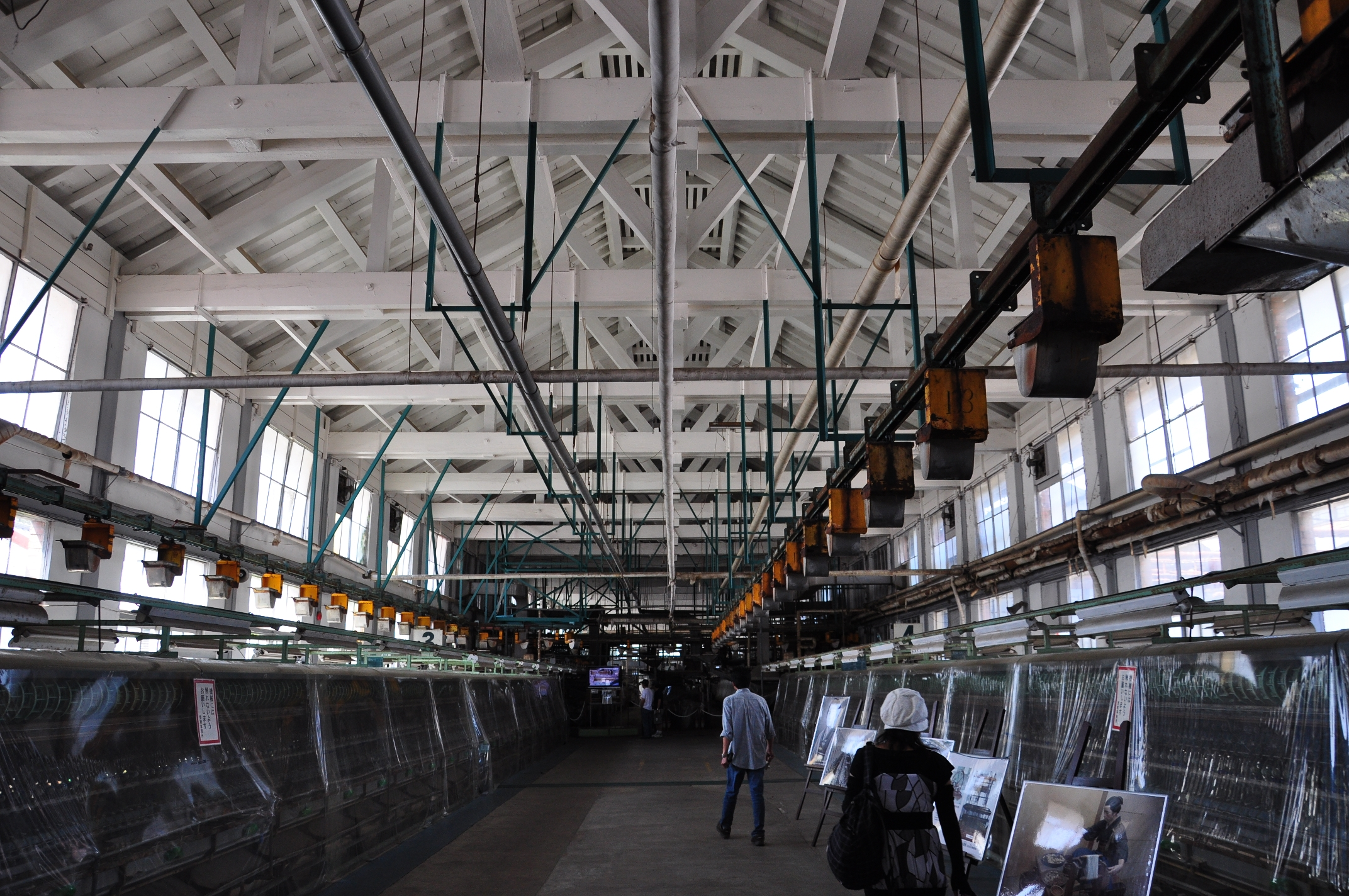
Přádelna hedvábí v Tomioce

1. Hrad Himedži
Himeji-jo
Skvělý příklad japonského středověkého hradu.
1993
 http://whc.unesco.org/en/list/661
2. Chrám Hórjúdži
Buddhist Monuments in the Horyu-ji Area
Dřevěné buddhistické chrámy, nejstarší chrámy tohoto typu jsou z 8. století.
1993
 http://whc.unesco.org/en/list/660
3. Jakušima
Yakushima
Ostrov s velmi bohatou flórou a dlouhověkými japonskými cedry.
1993
 http://whc.unesco.org/en/list/662
4. Širakami-Sanči
Shirakami-Sanchi
Oblast v severním Honšú s původním, neporušeným bukovým pralesem.
1993
 http://whc.unesco.org/en/list/663
5. Historické památky starobylého Kjóta (Kjóto, Udži a Ócu)
Historic Monuments of Ancient Kyoto: Kyoto, Uji and Otsu Cities 
Historické památky starého města z jeho tisícileté historie.
1994
 http://whc.unesco.org/en/list/688
6. Širakawa-gó a Gokajama
Historic Villages of Shirakawa-go and Gokayama
Tradiční vesnice v odlehlém kraji
1995
 http://whc.unesco.org/en/list/734
7. Památník míru v Hirošimě
Hiroshima Peace Memorial (Genbaku Dome)
Památník míru připomínající svržení první atomové bomby.
1996
 http://whc.unesco.org/en/list/775
8. Svatyně Icukušima
Itsukushima Shinto Shrine
Skvělý příklad šintoistické svatyně a jeden ze symbolů Japonska.
1996
 http://whc.unesco.org/en/list/776
9. Památky starobylé Nary
Historic Monuments of Ancient Nara
Chrámy, svatyně a odkryté zbytky císařského paláce z 8. stol. n. l.
1998
 http://whc.unesco.org/en/list/870
10. Svatyně a chrámy v Nikkó
Shrines and Temples of Nikko
Komplex svatyní a chrámů zasvěcený prvnímu šógunovi z rodu Tokugawa.
1999
 http://whc.unesco.org/en/list/913
11. Gusuku a související památky Království Rjúkjú
Gusuku Sites and Related Properties of the Kingdom of Ryukyu
Pět set let historie Rjúkjú (12.-17. století) dokládají četné hrady na vysokých kopcích a posvátná místa
2000
 http://whc.unesco.org/en/list/972
12. Posvátná místa a poutní stezky v horské oblasti Kii
Sacred Sites and Pilgrimage Routes in the Kii Mountain Range
Tři posvátná místa: Jošino a Omine, Kumano Sanzan a hora Kója jsou spojena poutními cestami se starými hlavními městy Nara a Kjóto.
2004
 http://whc.unesco.org/en/list/1142
13. Poloostrov Širetoko na Hokkaidó
Shiretoko
Lesnatý poloostrov s mnoha endemickými a ohroženými druhy zvířat.
2005
 http://whc.unesco.org/en/list/1193
14. Stříbrný důl Iwami Ginzan a jeho kulturní krajina 
Iwami Ginzan Silver Mine and its Cultural Landscape
Památky na hornickou činnost v horách ostrova Honšú ze 16. až 20. století. 
2007
http://whc.unesco.org/en/list/1246
15. Souostroví Ogasawara 
Ogasawara Islands
Více než 30 ostrovů, na kterých žijí rozliční zástupci fauny a flóry.
2011
http://whc.unesco.org/en/list/1362
16. Hiraizumi - chrámy, zahrady a vykopávky reprezentující buddhistickou Čistou zemi 
Hiraizumi – Temples, Gardens and Archaeological Sites Representing the Buddhist Pure Land
Pět míst s památkami z 11. a 12. století.
2011
http://whc.unesco.org/en/list/1277
17. Hora Fudži - posvátné místo a zdroj inspirace umění 
Fujisan, sacred place and source of artistic inspiration
Sopka Fudži je nejvyšší horou státu a zároveň jedním ze symbolů Japonska.
2013
http://whc.unesco.org/en/list/1418
18. Přádelna hedvábí v Tomioce a související památky 
Tomioka Silk Mill and Related Sites 
 Nejstarší moderní továrna na surové hedvábí v Japonsku založená roku 1872 v prefektuře Gunma severozápadně od Tokia.
2014
http://whc.unesco.org/en/list/1449/
19. Lokality japonské průmyslové revoluce Meidži 
Sites of Japan’s Meiji Industrial Revolution: Iron and Steel, Shipbuilding and Coal Mining 
11 lokalit (přístavy, továrny,...) jako památky industrializace Japonska v době reforem Meidži
2015
http://whc.unesco.org/en/list/1484
20. Práce Le Corbusiera - nevšední příspěvek modernistickému hnutí
The Architectural Work of Le Corbusier, an Outstanding Contribution to the Modern Movement
17 rozličných staveb na území Argentiny, Belgie, Francie, Švýcarska, Německa, Indie a Japonska.
2016
http://whc.unesco.org/en/list/1321
21. Posvátný ostrov Okinošima a s ním spojená místa v regionu Munakata 
Sacred Island of Okinoshima and Associated Sites in the Munakata Region
Celý ostrov je šintoistickou svatyní.
2017
http://whc.unesco.org/en/list/1535
22. Skrytá křesťanská místa regionu Nagasaki 
Hidden Christian Sites in the Nagasaki Region
12 staveb z 18. a 19. století spojené s historii křesťanství v Japonsku.
2018
http://whc.unesco.org/en/list/1495
23. Skupiny kofun v oblastech Mozu a Furuiči 
Mozu-Furuichi Kofun Group
49 pohřebních mohyl v různých velikostí a tvarů.
2019
http://whc.unesco.org/en/list/1593
24. Ostrovy Amami Óšima, Tokunošima, severní část Okinawy a Iriomote 
Amami-Oshima Island, Tokunoshima Island, Northern part of Okinawa Island, and Iriomote Island
Japonské ostrovy s deštnými pralesy, které jsou domovem mnoha endemických druhů rostlin a zvířat.
2021
http://whc.unesco.org/en/list/1574
25. Prehistorická naleziště éry Džómon v severním Japonsku 
Jomon Prehistoric Sites in Northern Japan
17 archeologických nalezišť z období Džómon v Hokkaidó a severním Tōhoku.
2021
http://whc.unesco.org/en/list/1632
26. Zlaté doly na ostrově Sado 
Sado Island Gold Mines
Pozůstatky po těžbě vzácných kovů z období mezi 17. a 20. stoletím.
2024
https://whc.unesco.org/en/list/1698

## Jižní Korea

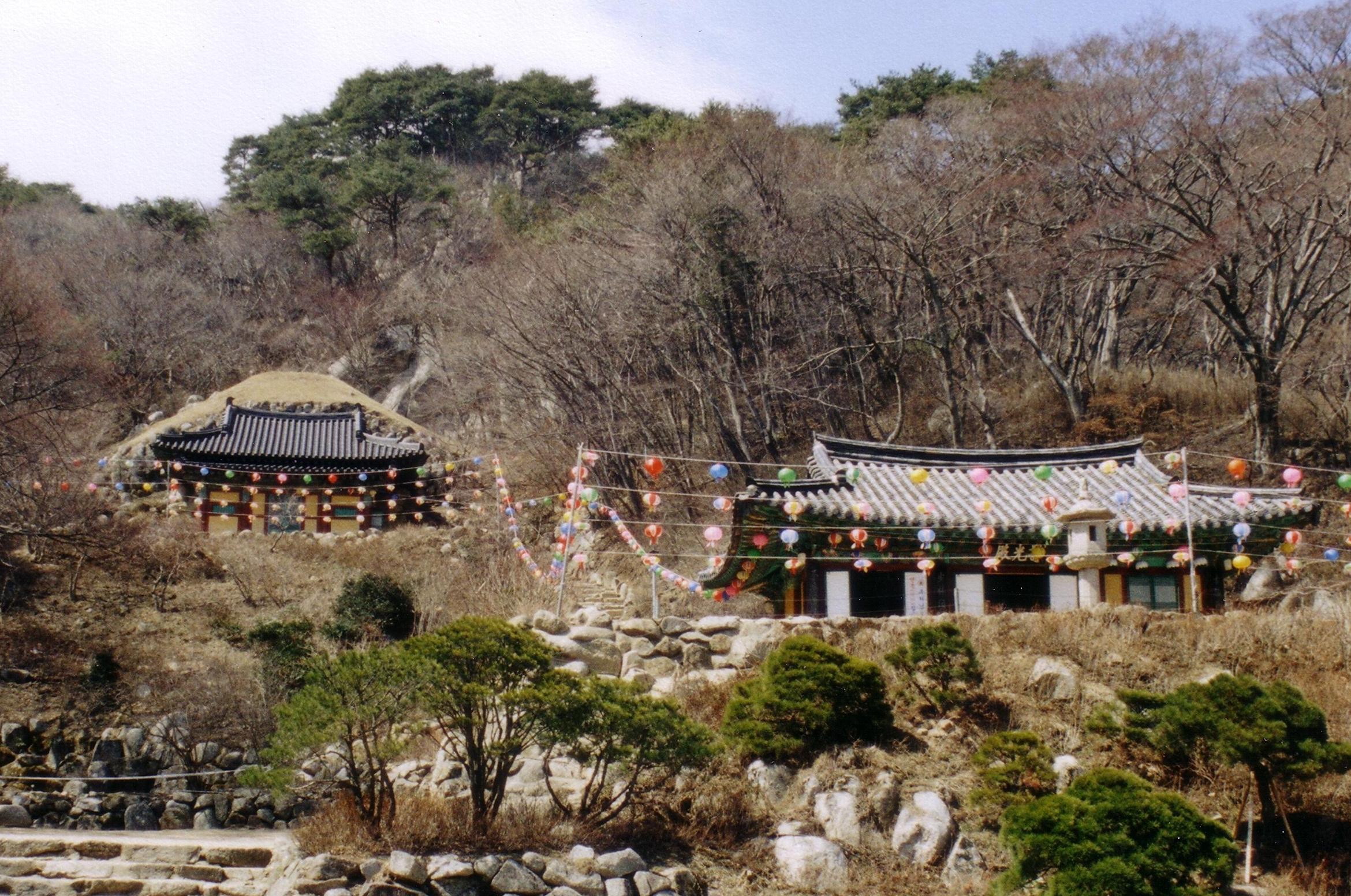
Sokkuram

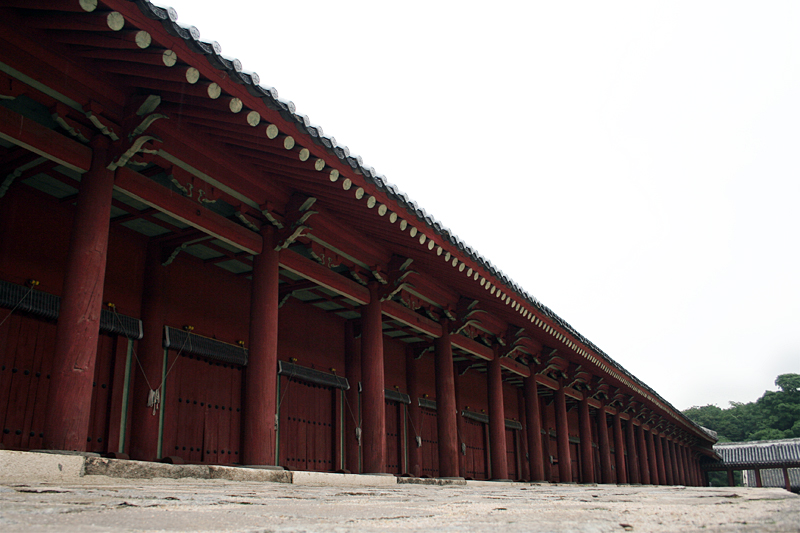
Čongmjo

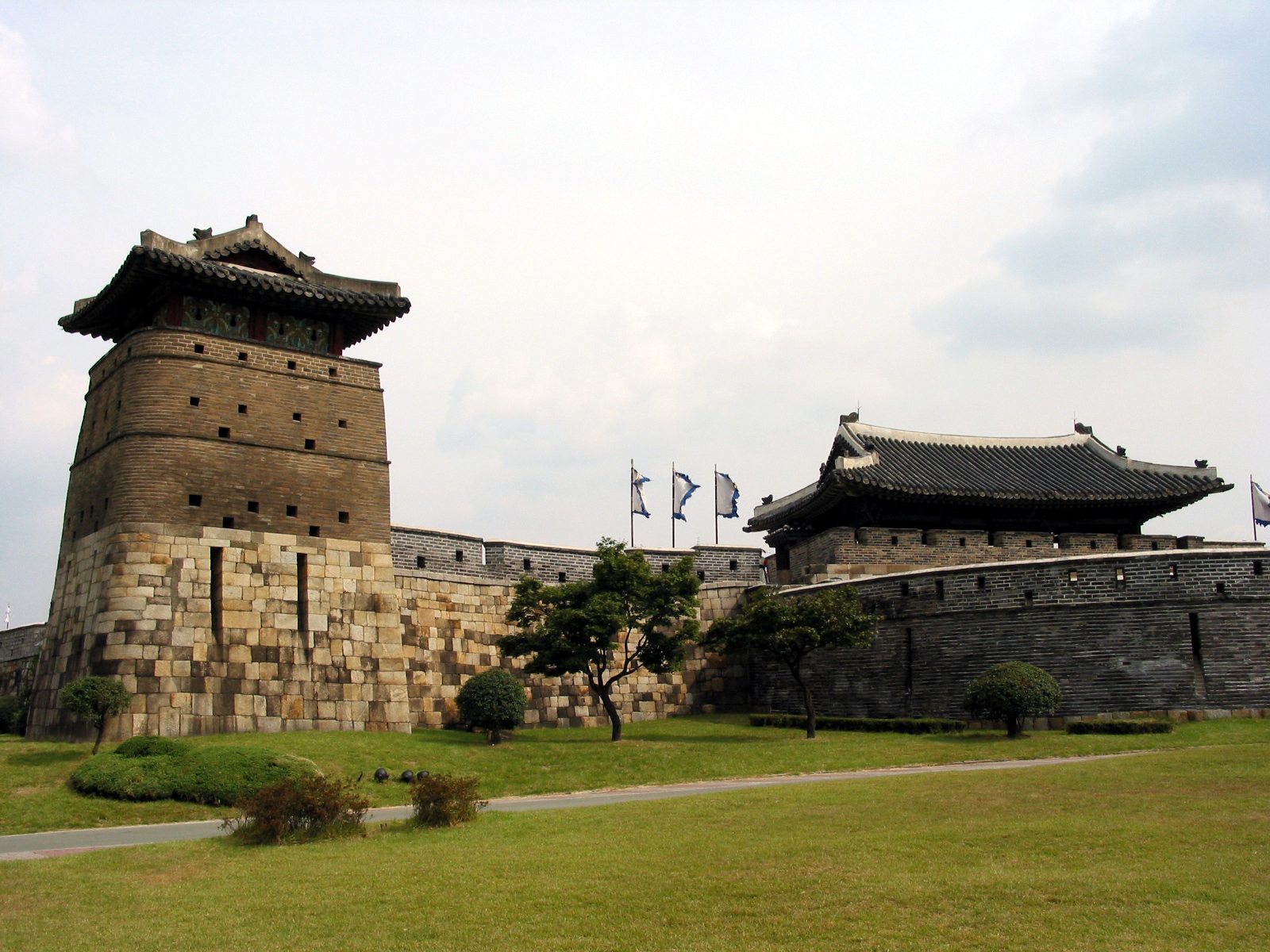
Pevnost Hwasong

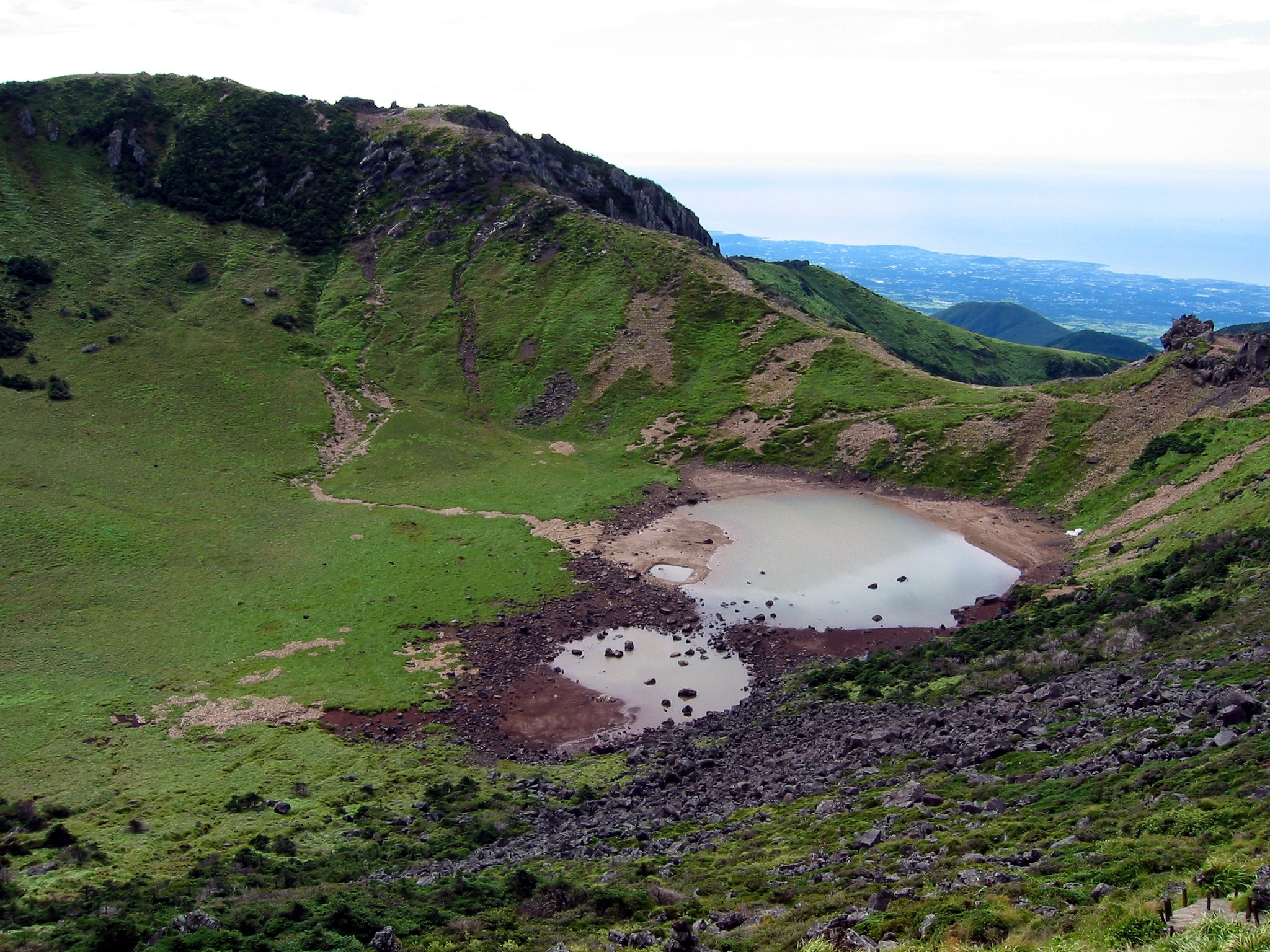
Vulkanický ostrov Čedžu

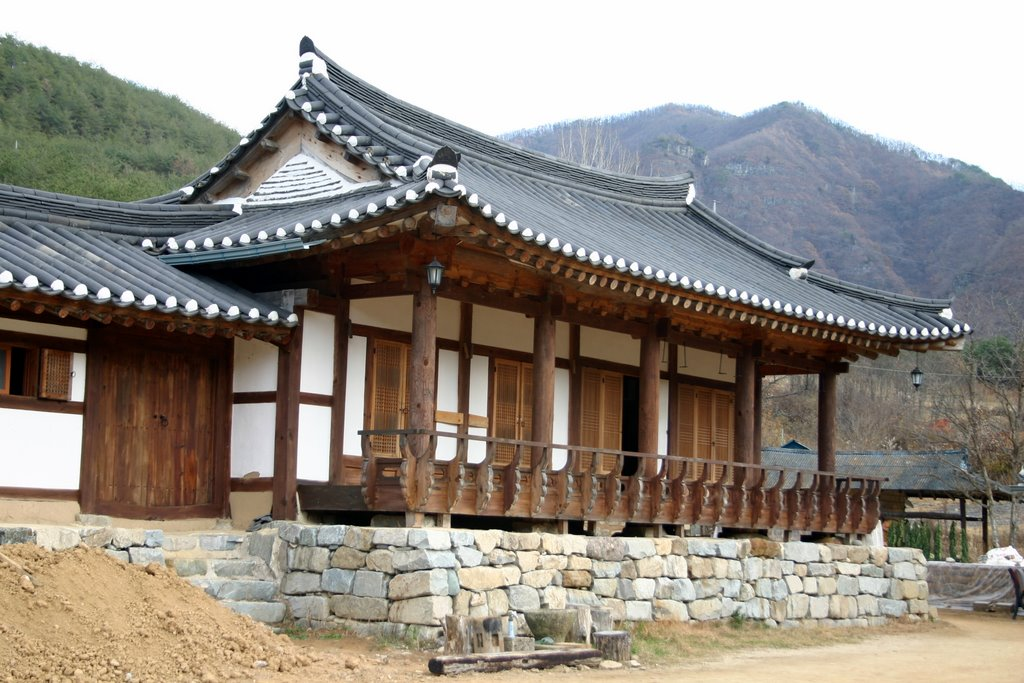
Historické vesnice Hahoe a Yangdong

1. Heinsa - Klášter zrcadlení moře
Haeinsa Temple Janggyeong Panjeon, the Depositories for the Tripitaka Koreana Woodblocks
Archiv s největším souborem buddhistických textů vyrytých do dřevěných tabulí.
1995
 http://whc.unesco.org/en/list/737
2. Svatyně Čongmjo
Jongmyo Shrine
Nejstarší konfuciánský svatostánek.
1995
 http://whc.unesco.org/en/list/738
3. Sokkuram a klášter  Pulguksa 
Seokguram Grotto and Bulguksa Temple
Jeskyně tvoří výjimečný komplex náboženské architektury.
1995
 http://whc.unesco.org/en/list/736
4. Palácový komplex Čchangdokkung
Changdeokgung Palace Complex
Paláce a zahrady z počátku 15. stol. Výjimečný příklad palácové architektury na Dálném východě, projektované v souladu s přírodou.
1997
 http://whc.unesco.org/en/list/816
5. Pevnost Hwasong
Hwaseong Fortress
Pevnost z konce 18. stol. Spojení vojenských zkušeností východu i západu.
1997
 http://whc.unesco.org/en/list/817
6. Dolmeny v Kočchangu, Haosunu a Kanghwa
Gochang, Hwasun, and Ganghwa Dolmen Sites
Prehistorická pohřebiště Koch'ang, Hwasun a Kanghwa zahrnují stovky dolmenů a hrobek z prvního tisíciletí před n. l. postavených z velkých balvanů.
2000
 http://whc.unesco.org/en/list/977
7. Historická oblast Kjongdžu
Gyeongju Historic Areas
Korejské buddhistického umění - sochy, reliéfy, pagody a zbytky paláců a chrámů z dob rozkvětu v 7. až 10. století.
2000
 http://whc.unesco.org/en/list/976
8. Vulkanický ostrov Čedžu 
Jeju Volcanic Island and Lava Tubes
Ostrov Čedžu je nejjižnějším ostrovem Koreje. Vulkanické jevy, jezera, vodopády a zejména lávové jeskyně. 
2007
http://whc.unesco.org/en/list/1264
9. Královské hrobky dynastie Čoson 
Royal Tombs of the Joseon Dynasty
40 hrobek královské dynastie Čoson vystavěných během 500 let její vlády nad Koreou.
2009
http://whc.unesco.org/en/list/1319
10. Historické korejské vesnice Hahö a Jangdong 
Historic Villages of Korea: Hahoe and Yangdong
Starobylé vesnice pocházející až z 15. století.
2010
http://whc.unesco.org/en/list/1324
11. Namhansanseong 
Namhansanseong
Urbanisticko-vojenský komplex, první zmínky o něm pocházejí ze 7. století, mnohokrát přestavován.
2014
http://whc.unesco.org/en/list/1439
12. Historická území království Pekče 
Baekje Historic Areas
8 lokality v západní části země spojených s jedním ze Tři království Koreje.
2015
http://whc.unesco.org/en/list/1477
13. Sansa, buddhistické horské kláštery v Koreji
Sansa, Buddhist Mountain Monasteries in Korea
Soubor sedmi klášterů z období Tři království Koreje.
2018
http://whc.unesco.org/en/list/1562
14. Sowon, korejské neokonfuciánské akademie
Seowon, Korean Neo-Confucian Academies
Soubor 9 konfuciánských soukromých akademiích v Koreji.
2019
http://whc.unesco.org/en/list/1498
15. Getbol, korejské přílivové plošiny
Getbol, Korean Tidal Flats
Wattové pobřeží které je domovem 2150 druhů zvířat a rostlin, z nichž některé jsou endemické.
2021
http://whc.unesco.org/en/list/1591
16. Mohyly Kaja
Gaya Tumuli
Skupina kamenných mohylových tumulů kmenové konfederace Kaja.
2023
http://whc.unesco.org/en/list/1666
17. Petroglyfy podél toku Bangučeon 
Petroglyphs along the Bangucheon Stream
Petroglyfy staré až 7000 let. 
2025
https://whc.unesco.org/en/list/1740

## Kambodža
1. Angkor

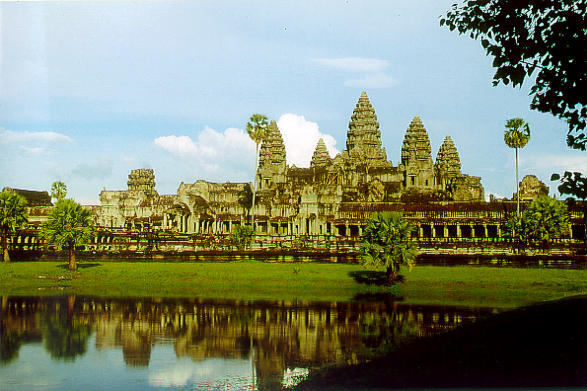
Angkor
Rozsáhlá archeologická lokalita (zahrnující Angkor Vat) obsahuje rozvaliny mnoha měst Khmerské říše z 9.-15. století.
1992
 http://whc.unesco.org/en/list/668
2. Chrám Preah Vihear
Temple of Preah Vihear
2008
http://whc.unesco.org/en/list/1224
3. Chrámový komplex Sambor Prei Kuk
Temple Zone of Sambor Prei Kuk, Archaeological Site of Ancient Ishanapura
Opevněné město a řada chrámu z předangkorského období.
2017
 http://whc.unesco.org/en/list/1532
4. Koh Ker: Archeologické naleziště starověké Lingapura nebo Chok Gargyar
Koh Ker: Archaeological Site of Ancient Lingapura or Chok Gargyar
Chrámový komplex z 10. století a bývalé hlavní město khmerské říše v severní Kambodži.
2023
 http://whc.unesco.org/en/list/1667
5. Kambodžské památníky: z center represe k místům míru a reflexe
Cambodian Memorial Sites: From centres of repression to places of peace and reflection
Tři místa, ve kterých se odehrávalo porušování lidských práv během vlády Rudých Khmerů
2025
 https://whc.unesco.org/en/list/1748

## Kazachstán

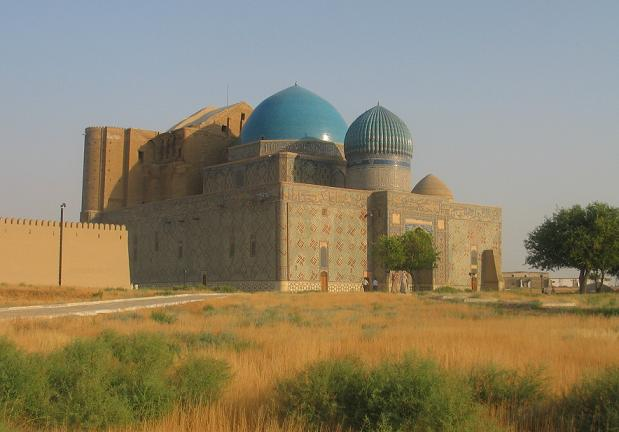
Mauzoleum Chodži Ahmeda Jásavího

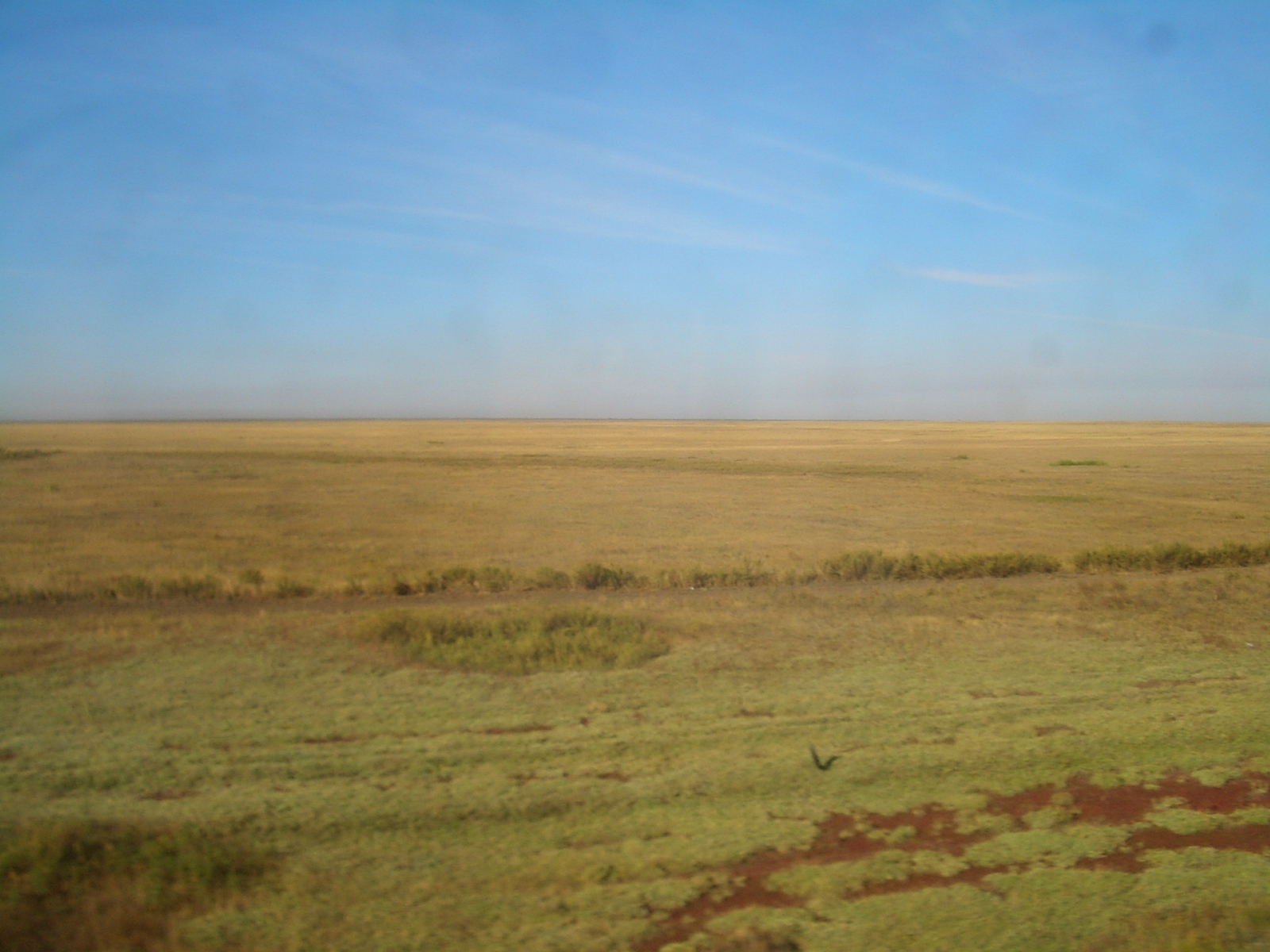
Sarjarka-stepi

1. Mauzoleum Chodži Ahmeda Jásavího
Mausoleum of Khoja Ahmed Yasawi
Mauzoleum bylo postaveno za časů Timura na konci 14. století ve městě Yasi (dnešní Turkestán).
2003
 http://whc.unesco.org/en/list/1103
2. Petroglyfy v Tamgaly
Petroglyphs within the Archaeological Landscape of Tamgaly
Soutěska Tamgaly, kde se nachází cca 5 000 petroglyfů, jež se datují do období od druhé poloviny 2. tisíciletí př. n. l. až do začátku 20. století.
2004
 http://whc.unesco.org/en/list/1145
3. Sarjarka – stepi a jezera severního Kazachstánu
Saryarka – Steppe and Lakes of Northern Kazakhstan
Stepi a jezera severního Kazachstánu
2008
http://whc.unesco.org/en/list/1102/
4. Hedvábná stezka: síť cest v koridoru Čchang-an – Ťan-šan
Silk Roads: the Routes Network of Chang'an-Tianshan Corridor 
Část Hedvábné stezky z Číny do středoasijského Sedmiříčí zformovaná okolo roku 0.
2014
http://whc.unesco.org/en/list/1442
5. Západní Ťan-šan
Western Tien-Shan 
13 chráněných území v pohoří západního Ťan-šan v Kazachstánu, Kyrgyzstánu a Uzbekistánu.
2016
http://whc.unesco.org/en/list/1490
6. Turanské studené zimní pouště
Cold Winter Deserts of Turan
Soubor 14 krajin v tropickém nebo subtropickém pásmu na území Kazachstánu, Turkmenistánu a Uzbekistánu s extrémními klimatickými podmínkami s velmi chladnými zimami a horkými léty s výjimečnou faunou a florou. 
2023
http://whc.unesco.org/en/list/1693

## Kyrgyzstán

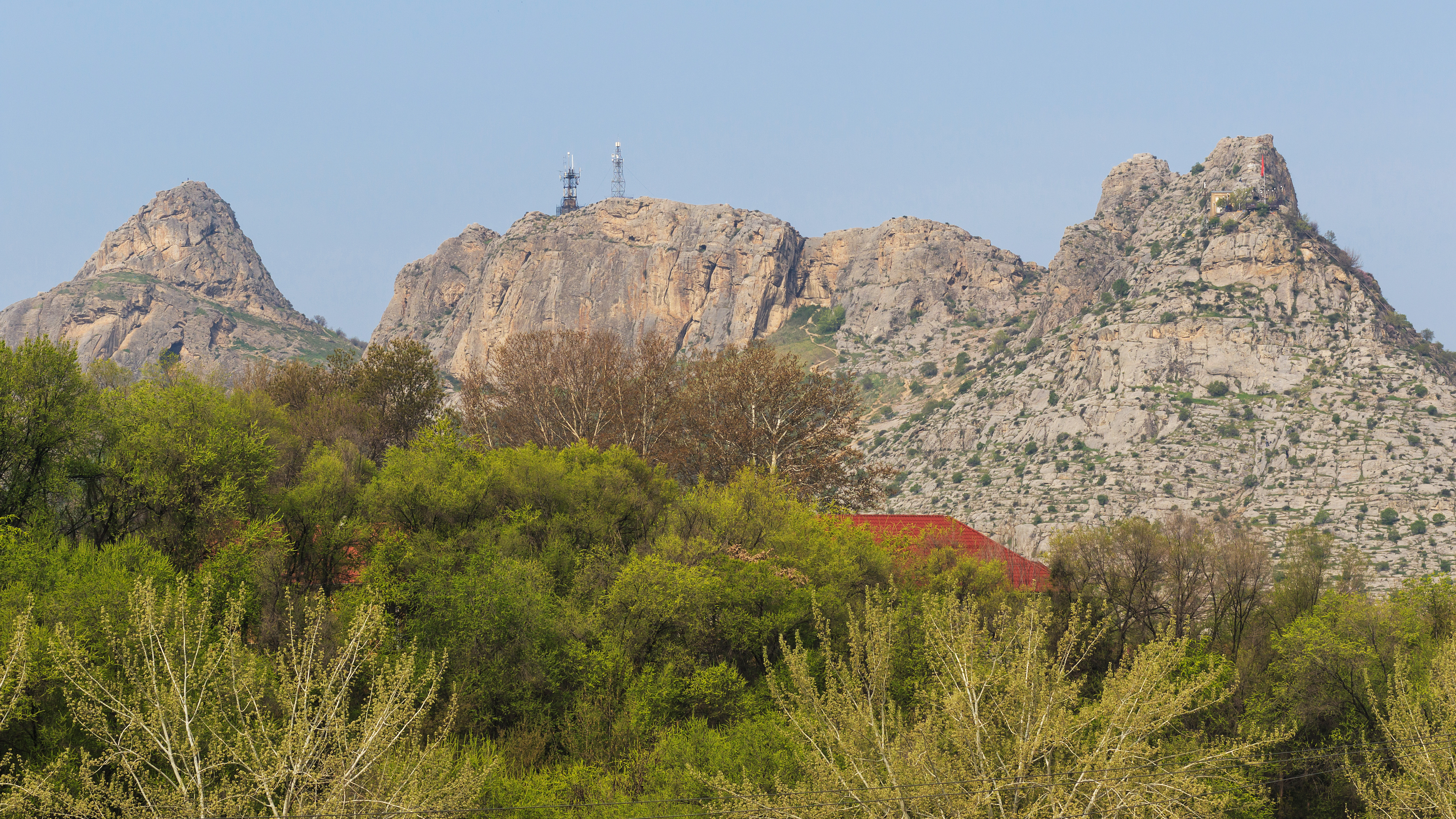
Posvátná hora Sulamain-Too

1. Posvátná hora Sulamain-Too
Sulamain-Too Sacred Mountain
Posvátná hora s množstvím chrámů a petroglyfů. Uctívání hory pochází již z období před islámem.
2009
 http://whc.unesco.org/en/list/1230
2. Hedvábná stezka: síť cest v koridoru Čchang-an – Ťan-šan
Silk Roads: the Routes Network of Chang'an-Tianshan Corridor 
Část Hedvábné stezky z Číny do středoasijského Sedmiříčí zformovaná okolo roku 0.
2014
http://whc.unesco.org/en/list/1442
3. Západní Ťan-šan
Western Tien-Shan 
13 chráněných území v pohoří západního Ťan-šan v Kazachstánu, Kyrgyzstánu a Uzbekistánu.
2016
http://whc.unesco.org/en/list/1490

## Laos

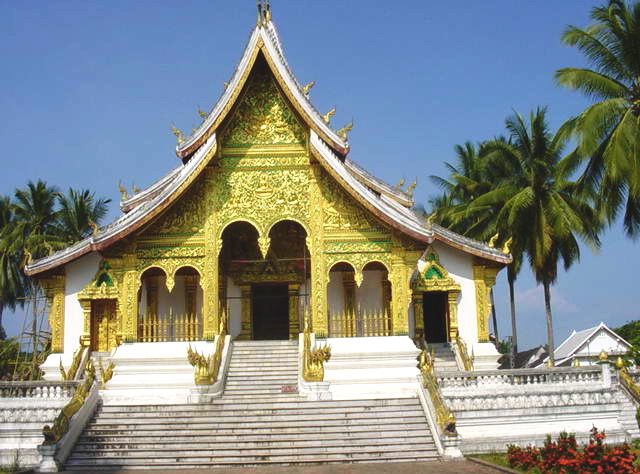
Luang Prabang

1. Luang Prabang
Town of Luang Prabang
Historické jádro města je příkladem splynutí tradiční architektury a evropského městského plánování.
1995
 http://whc.unesco.org/en/list/479
2. Krajina Champasak s chrámovým komplexem Vat Phou
Vat Phou and Associated Ancient Settlements within the Champasak Cultural Landscape
Dvě města na březích řeky Mekong, chrámy, vodovody a hora Vat Phou Kao. Vznikla v období od pátého do patnáctého století za vlády Kmerů.
2001
 http://whc.unesco.org/en/list/481
3. Krajina megalitických nádob v Xiengkhuangu - Planina džbánů
Megalithic Jar Sites in Xiengkhuang - Plain of Jars
Krajina, která je poseta asi pěti tisíci megalitických kamenných nádob, vysokých od jednoho do tří metrů a vážících až šest tun.
2019
 http://whc.unesco.org/en/list/1587
4. Národní park Phong Nha-Ke Bang a národní park Hin Nam No
Phong Nha-Ke Bang National Park
Přírodní rezervace na krasovém území.
2003, 2025
 http://whc.unesco.org/en/list/951

## Malajsie

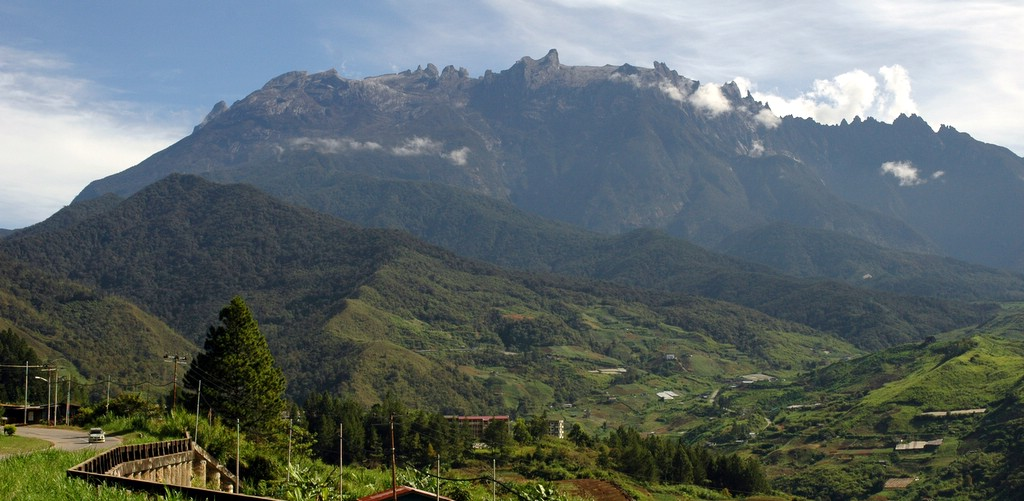
Park Kinabalu

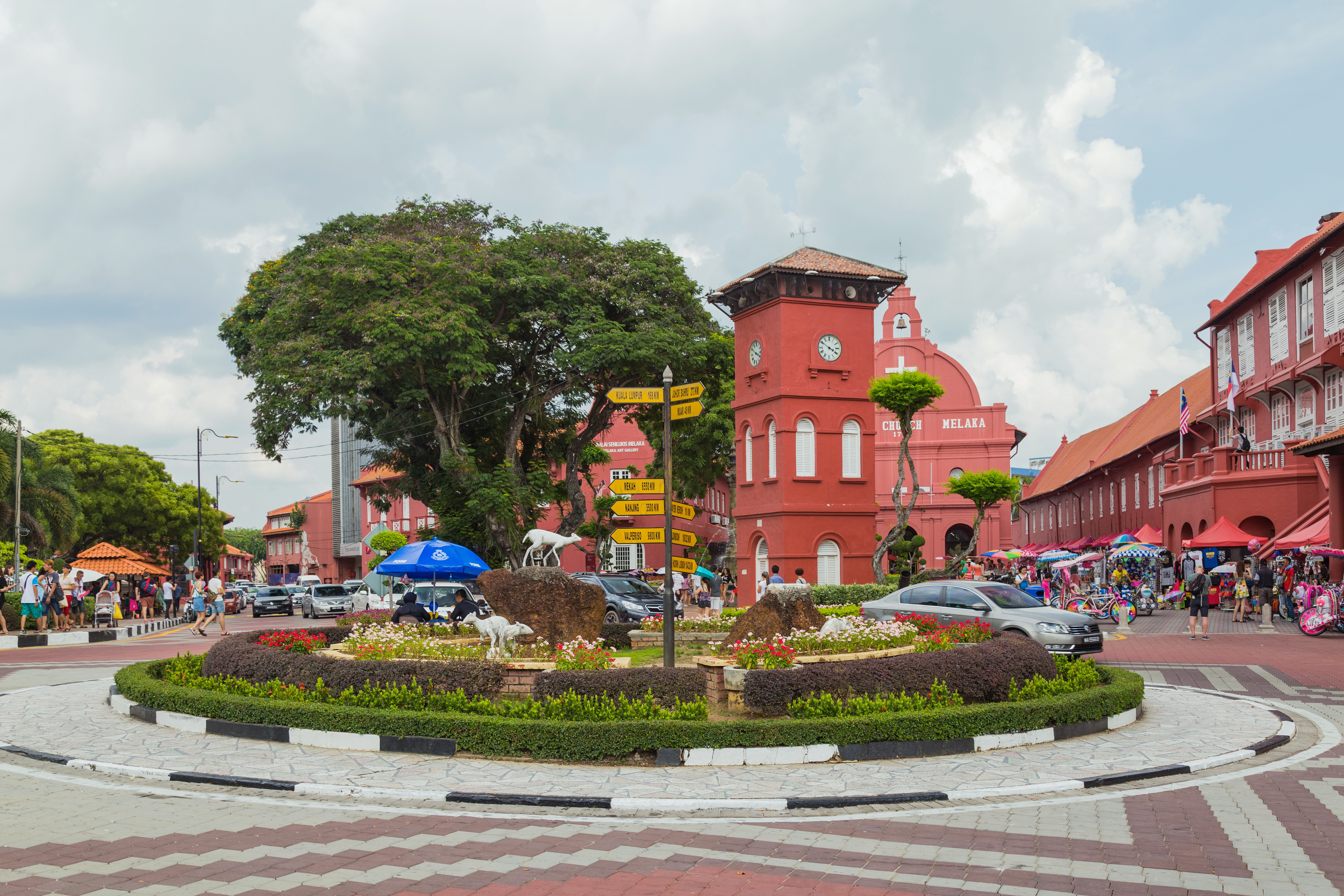
Melaka

1. Národní park Gunung Mulu
Gunung Mulu National Park
Národní park na ostrově Borneo.
2000
 http://whc.unesco.org/en/list/1013
2. Národní park Kinabalu
Kinabalu Park
Parku Kinabalu na severu ostrova Borneo dominuje Mount Kinabalu (4 095 m), nejvyšší hora mezi Himálajem a Novou Guineou. Od tropických nížin po nejvyšší vrcholy.
2000
 http://whc.unesco.org/en/list/1012
3. Malakka a George Town
Melaka and George Town, Historic Cities of the Straits of Malacca
2 města, která v minulosti byly součástí Průlivových osad.
2008
http://whc.unesco.org/en/list/1223
4. Archeologické naleziště v údolí Lenggong
Archaeological Heritage of the Lenggong Valley
Některé ze zde nalezených artefaktů jsou staré 2 miliony let, což představuje nejstarší archeologické naleziště mimo Afriku.
2012
http://whc.unesco.org/en/list/1396
5. Archeologické dědictví jeskynního komplexu v národním parku Niah
The Archaeological Heritage of Niah National Park’s Caves Complex
Některé ze zde nalezených artefaktů jsou staré 2 miliony let, což představuje nejstarší archeologické naleziště mimo Afriku.
2024
https://whc.unesco.org/en/list/1014
6. Lesní park Selangor Malajského lesního výzkumného institutu
Forest Research Institute Malaysia Forest Park Selangor
589 hektarů lesa vysázeného člověkem s řadou vědeckých, obytných a servisních budov, vodních ploch a pěšin.
2025
 https://whc.unesco.org/en/list/1734

## Mongolsko

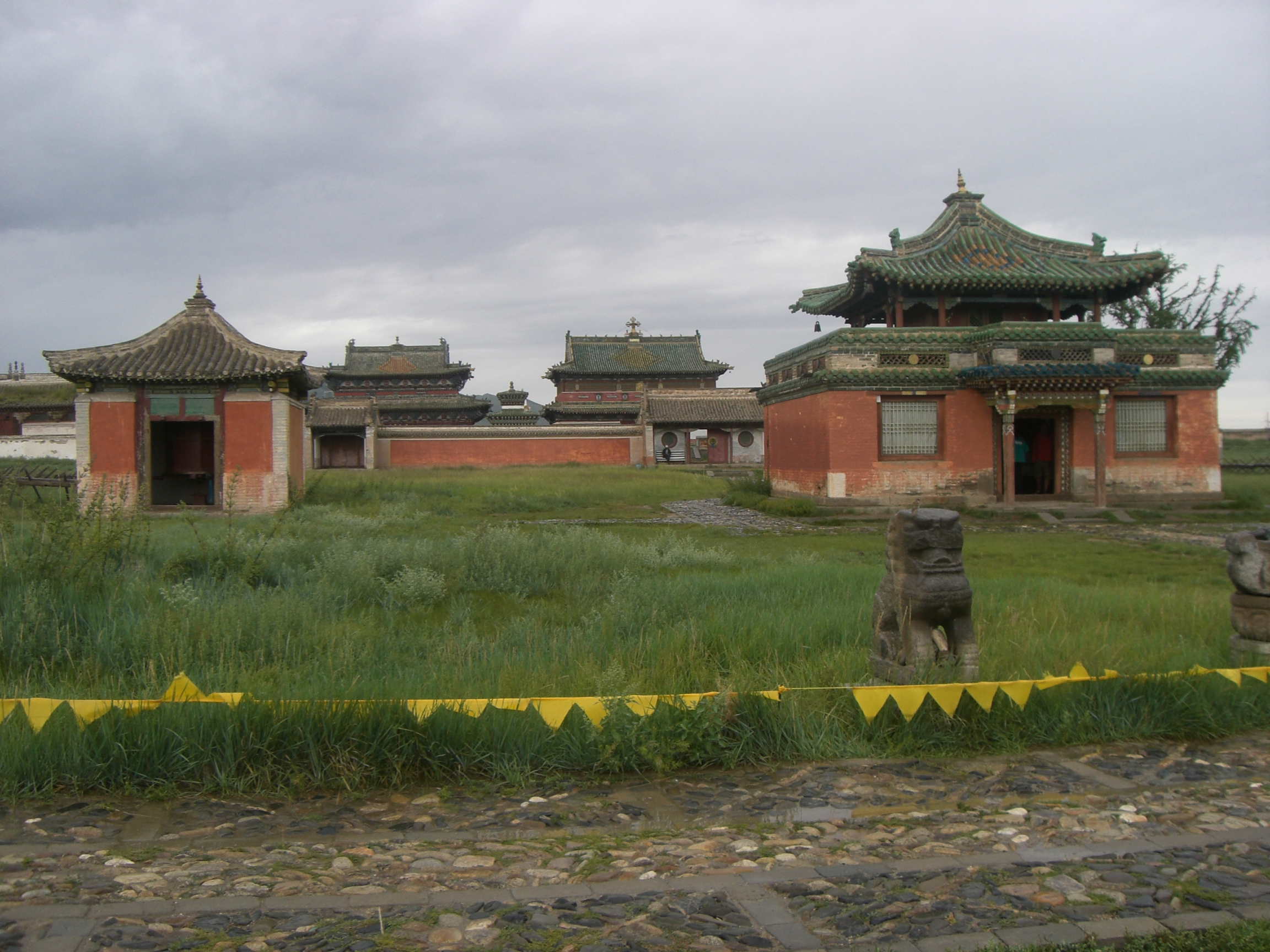
Kulturní krajina údolí Orchon

1. Uvsunurská kotlina
Uvs Nuur Basin
Uvs núr je slané jezero. Kromě něj je součástí rezervace 12 menších území představujících hlavní biotopy východní Eurasie.
2003
 http://whc.unesco.org/en/list/769
2. Kulturní krajina Orchonského údolí
Orkhon Valley Cultural Landscape
Rozsáhlé pastviny na obou březích řeky Orchon, včetně mnoha archeologických pozůstatků datujících se až do 6. století.
2004
 http://whc.unesco.org/en/list/1081
3. Komplex petroglyfů v mongolském Altaji
Petroglyphic Complexes of the Mongolian Altai
Četné malby a petroglyfy dokumentují vývoj lidské společnosti v tomto regionu v období až 12 000 před naším letopočtem.
2011
http://whc.unesco.org/en/list/1382
4. Hora Burchan Chaldun a okolní posvátná krajina
Great Burkhan Khaldun Mountain and its surrounding sacred landscape
Rozlehlé území na severovýchodě státu v pohoří Chentej spojené s Čingischánem.
2015
 http://whc.unesco.org/en/list/1440
5. Krajiny Daurie
Landscapes of Dauria
Louky, lesy a vodní plochy jsou útočištěm mnoha živočichů, především ptáků.
2017
http://whc.unesco.org/en/list/1448
6. Památníky jeleních kamenů a související lokality z doby bronzové
Deer Stone Monuments and Related Bronze Age Sites
Soubor 3 pravěkých památek, které sloužily k obřadním a pohřebním praktikám.
2023
http://whc.unesco.org/en/list/1621

## Myanmar

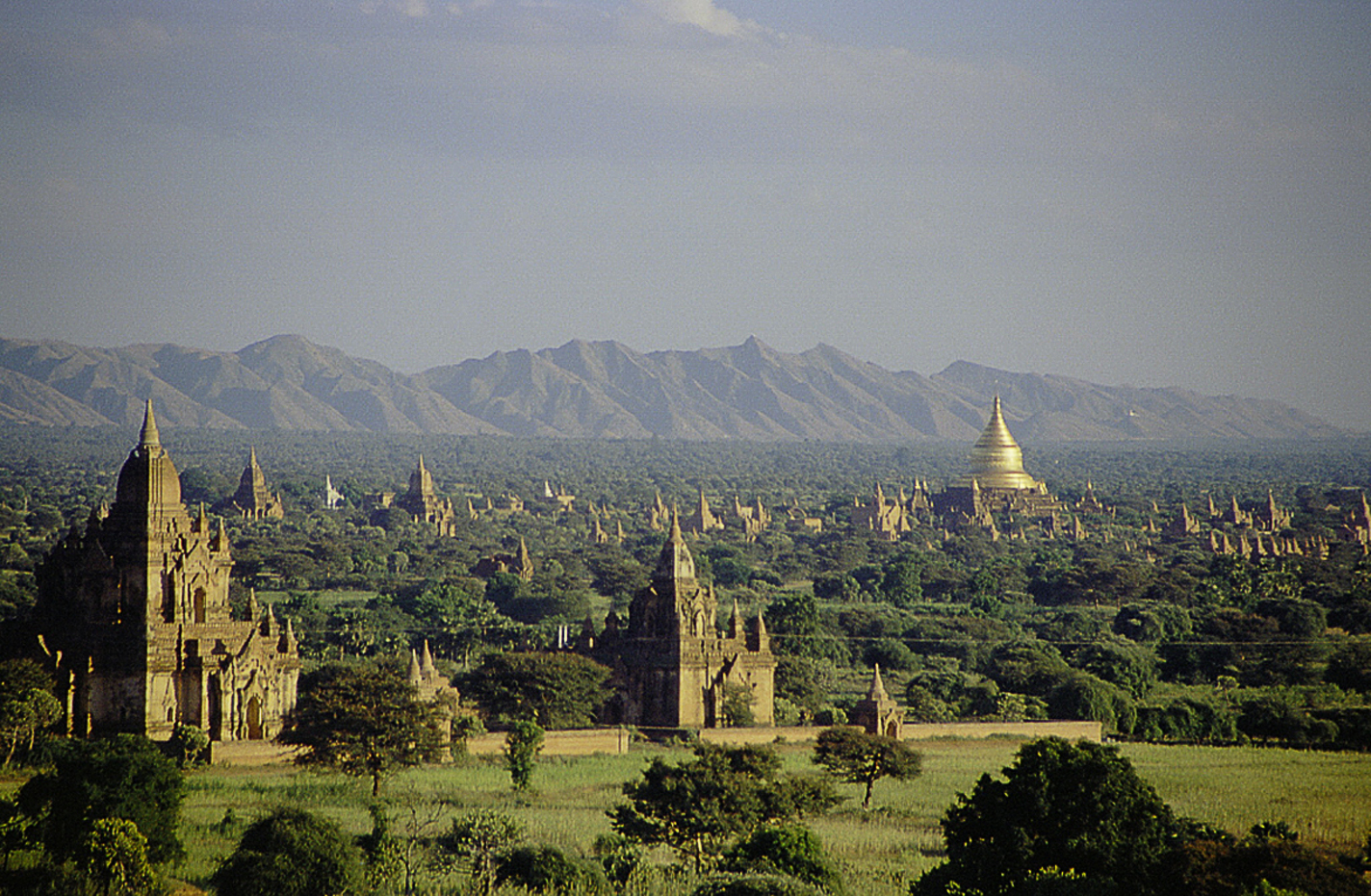
Pagan

1. Starověká města civilizace Puy
Pyu Ancient Cities
3 starověká města Halin, Beikthano a Sri Ksetr v povodí řeky Ayeyarwady.
2014
http://whc.unesco.org/en/list/1444
2. Pagan
Bagane
Starověké město s více než 2500 buddhistických chrámů, které bylo hlavním městem Pugamské říše.
2019
http://whc.unesco.org/en/list/1588

## Nepál

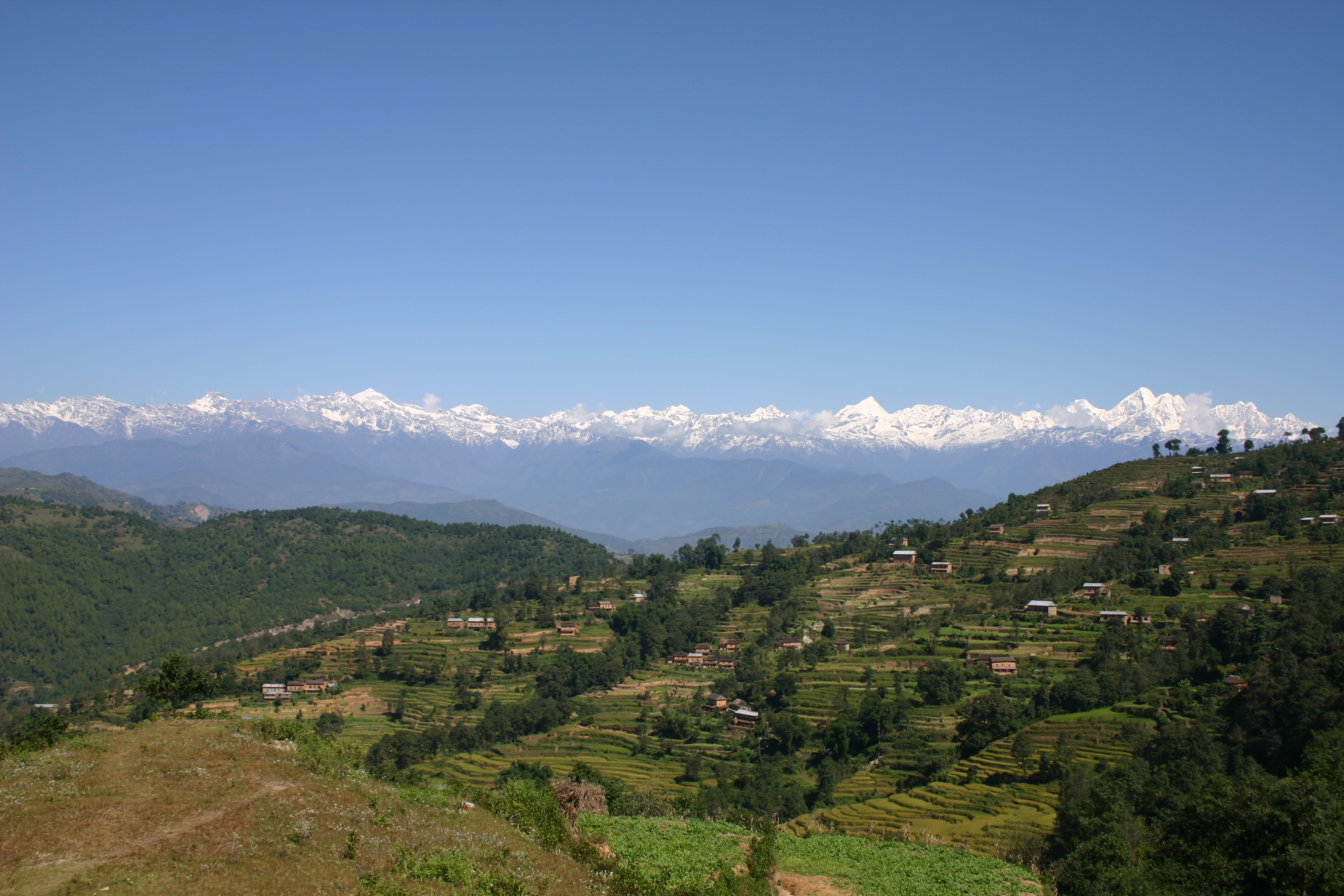
Údolí Káthmandu

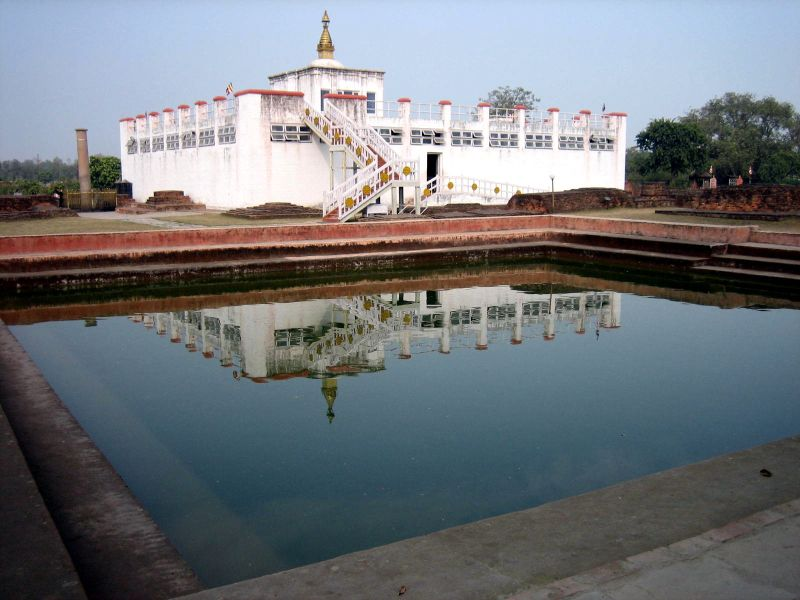
Lumbiní

1. Údolí Káthmándú
Kathmandu Valley 
Údolí se sedmi skupinami hinduistických a buddhistických památek, s paláci a zahradami.
1979
 http://whc.unesco.org/en/list/121
2. Národní park Sagarmatha
Sagarmatha National Park 
Vysokohorský národní park v oblasti hory Mount Everest.
1979
 http://whc.unesco.org/en/list/120
3. Národní park Čitvan
Royal Chitwan National Park
Národní park na úpatí Himálaje, chrání populaci jednorohých nosorožců a bengálského tygra.
1984
 http://whc.unesco.org/en/list/284
4. Lumbiní
Lumbini, the Birthplace of the Lord Buddha
Buddhistické poutní místo, v němž hlavní objekt tvoří archeologické nálezy spojené s narozením Gautamy Buddhy.
1997
 http://whc.unesco.org/en/list/666

## Pákistán

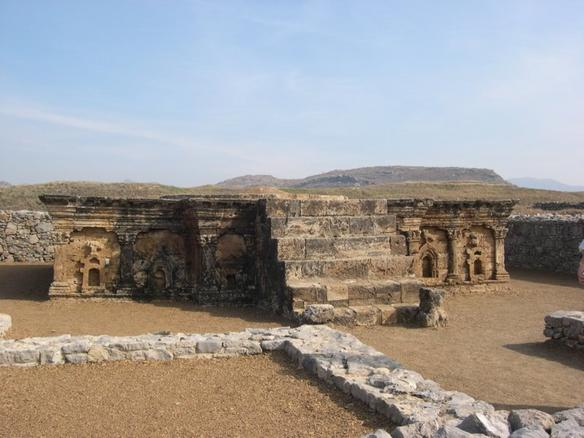
Takšašila

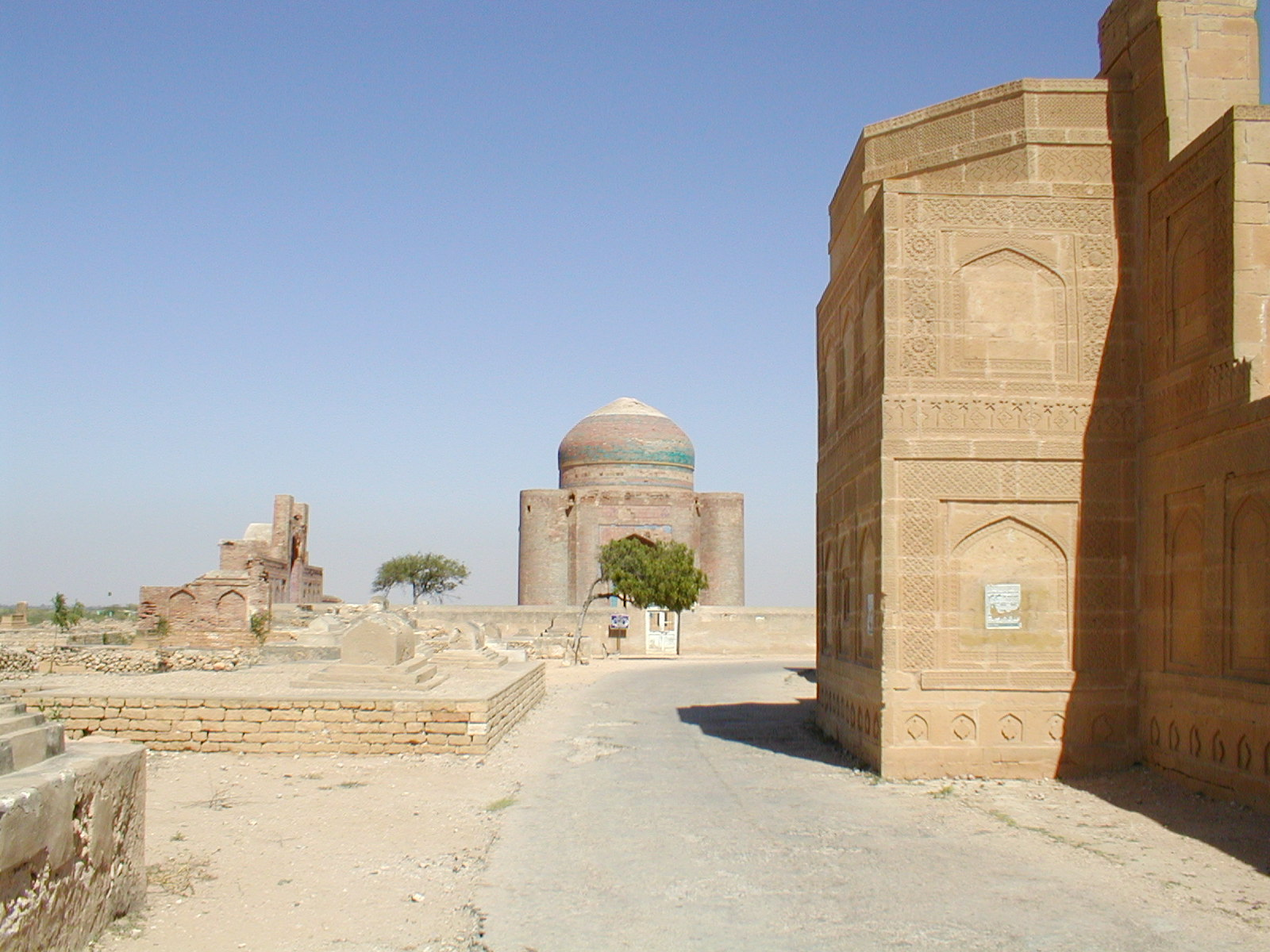
Thatta

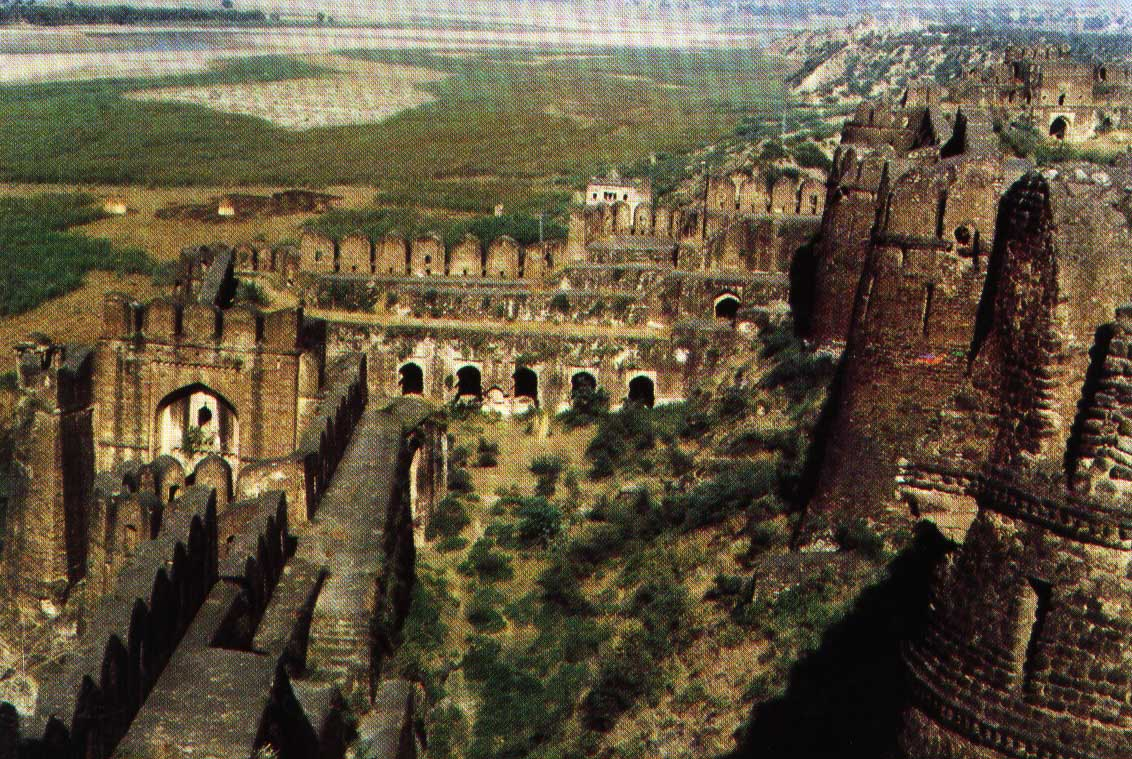
Pevnost Rohtas

1. Mohendžodaro
Archaeological Ruins at Moenjodaro
Rozvaliny města v údolí Indu jsou ze 3. tisíciletí př. n. l.
1980
 http://whc.unesco.org/en/list/138
2. Takht-i-Bahi a Sehri-Bahlol
Buddhist Ruins of Takht-i-Bahi and Neighbouring City Remains at Sahr-i-Bahlol
Buddhistický klášter z 1. století a zbytky malého opevněného města Sahr-i-Bahlol.
1980
 http://whc.unesco.org/en/list/140
3. Taxila
Taxila
Město na místě osídlení z neolitu, na které působily postupně perské, řecké a středoasijské vlivy. Bylo také významným buddhistickým centrem.
1980
 http://whc.unesco.org/en/list/139
4. Šalimarovy zahrady a Láhaurská pevnost
Fort and Shalamar Gardens in Lahore
Pevnost a Šalimarovy zahrady jsou vynikajícím příkladem mughalských památek.
1981
 http://whc.unesco.org/en/list/171
5. Thatta
Historical Monuments of Thatta
Město a jeho nekropole pocházejí ze 14.-18. století.
1981
 http://whc.unesco.org/en/list/143
6. Pevnost Rohtas
Rohtas Fort
Příklad rané muslimské vojenské architektury v centrální a jižní Asii (16. stol.)
1997
 http://whc.unesco.org/en/list/586

## Severní Korea

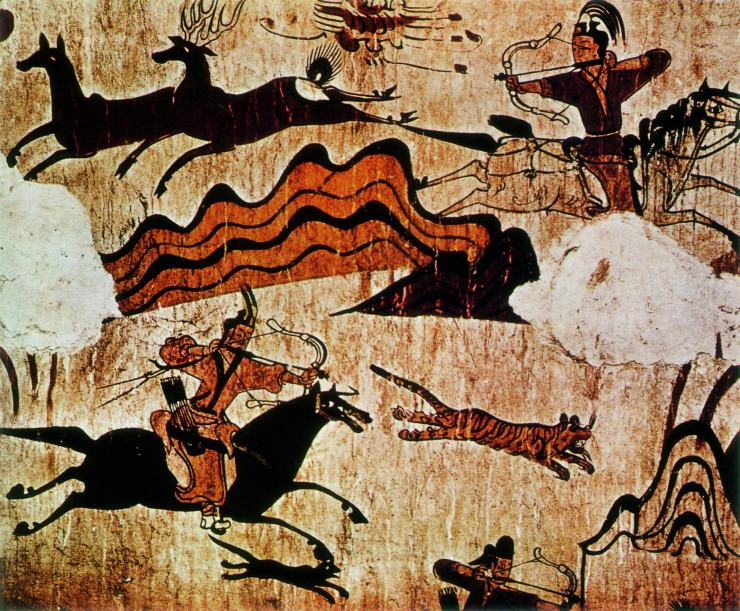
Komplex hrobek Kogurjo

1. Komplex hrobek Kogurjo
Complex of Koguryo Tombs
30 hrobek (samostatných i ve skupinách) z pozdního období království Kogurjo.
2004
 http://whc.unesco.org/en/list/1091
2. Historické památky a místa v Kesongu
Historic Monuments and Sites in Kaesong
Památky z období vlády dynastie Korjo (10. - 14. století)
2013
 http://whc.unesco.org/en/list/1278
3. Mount Kumgang – Diamantové hory z moře
Mount Kumgang – Diamond Mountain from the Sea
Scenerické pohoří s množstvím budhistických chrámů a svatyň, některými o stáří až 1500 let.
2025
 https://whc.unesco.org/en/list/1642

## Singapur

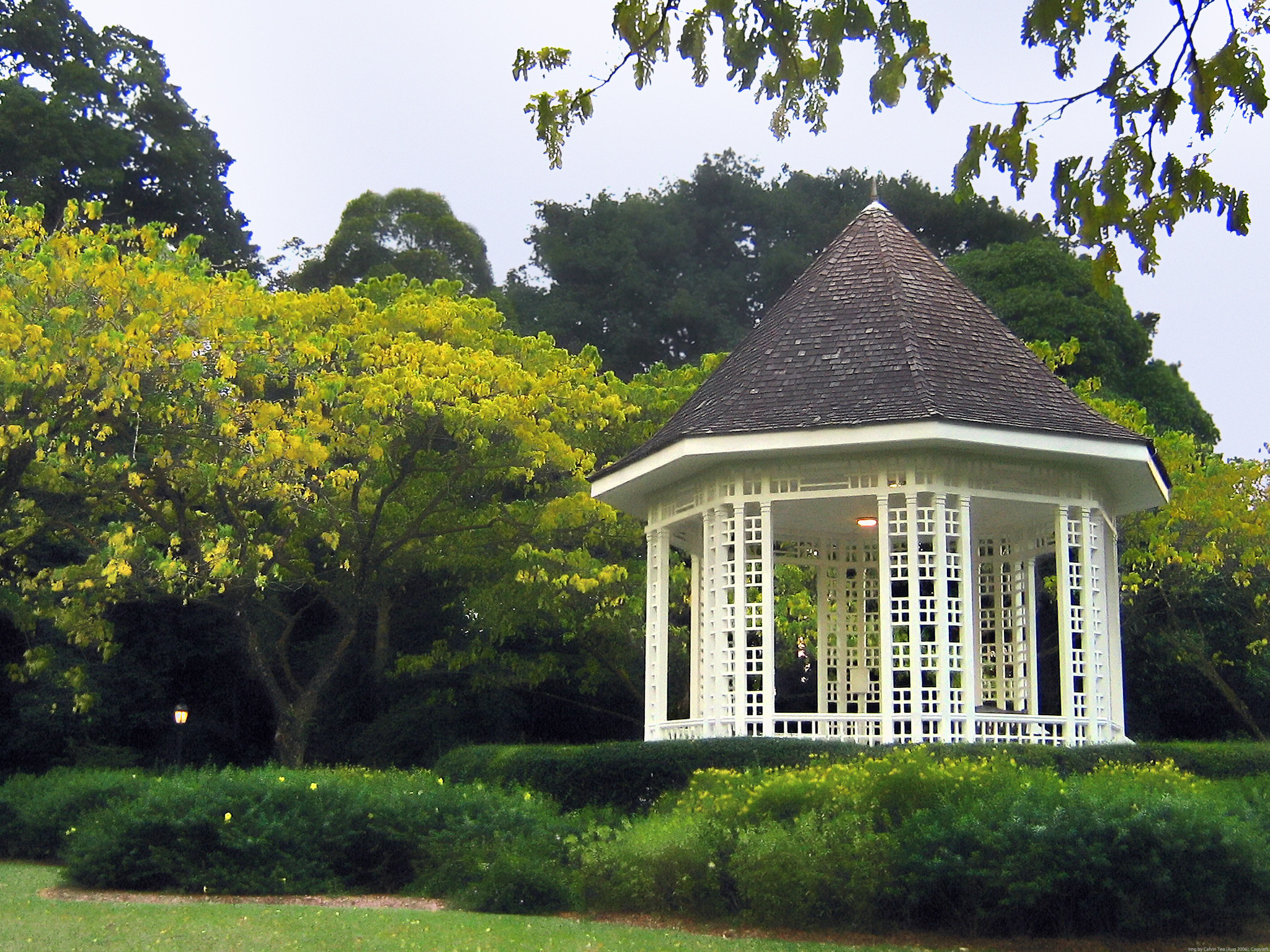
Botanická zahrada v Singapuru

1. Botanická zahrada v Singapuru
Singapore Botanical Gardens
Jedna z nejvýznamnějších botanických zahrad v Asii, založená v roce 1859.
2015
http://whc.unesco.org/en/list/1483

## Srí Lanka

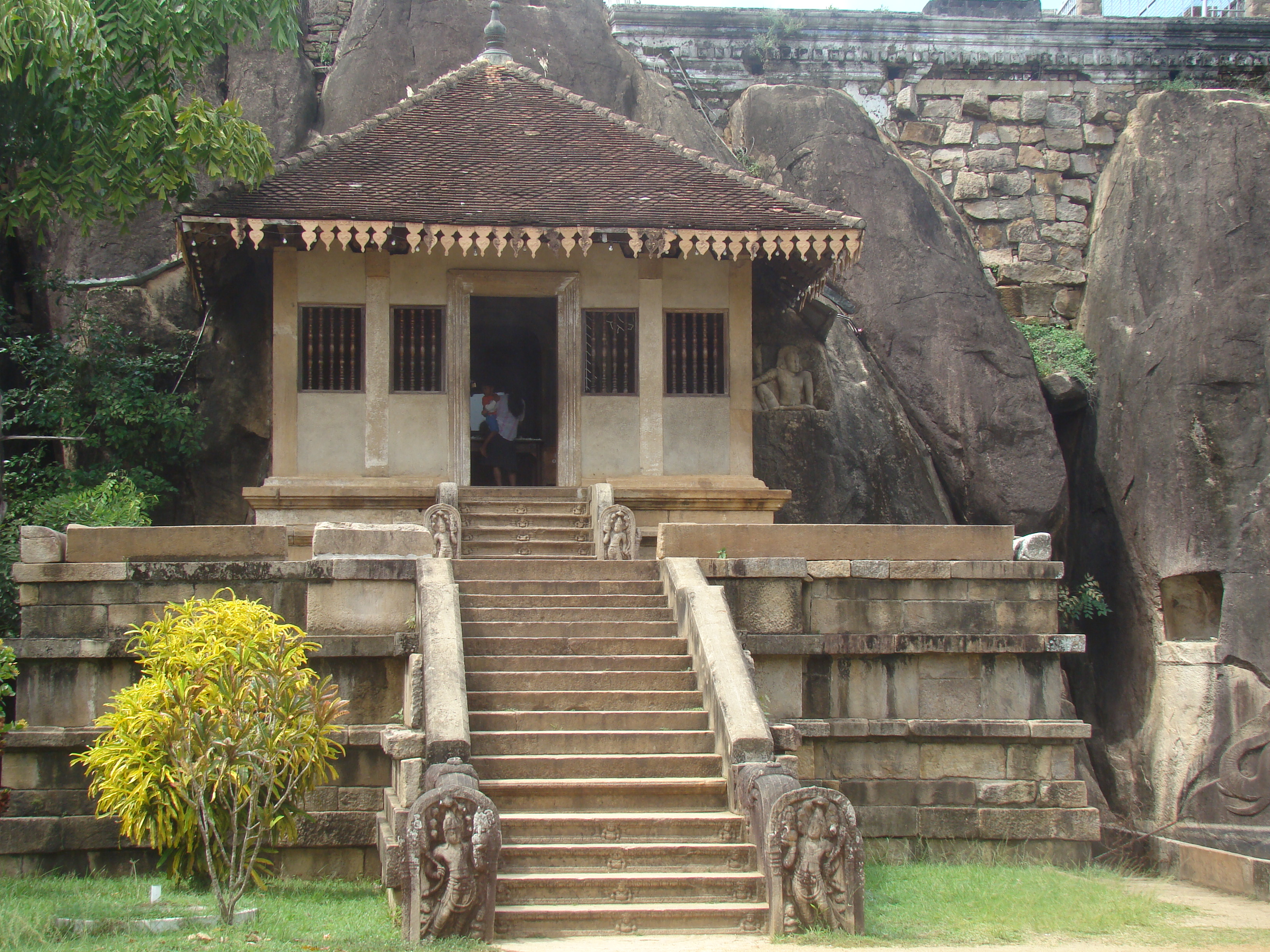
Anuradhápura

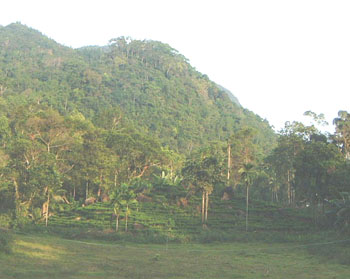
Sinharaja

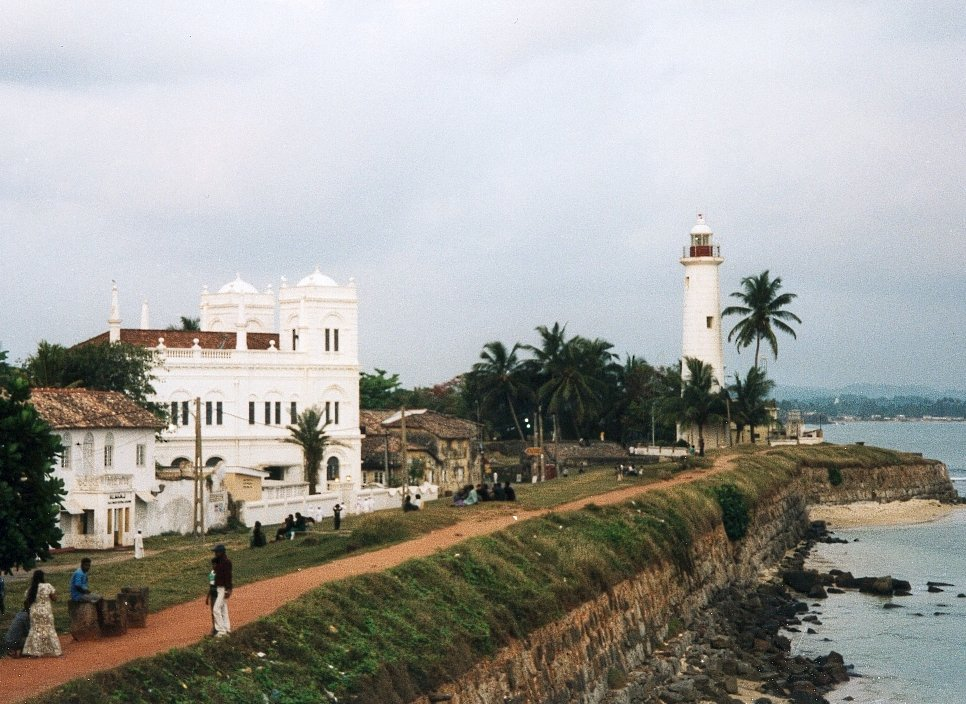
Galle

1. Starobylé město Polonnaruwa
Ancient City of Polonnaruwa 
Bráhmanistické památky a zříceniny zahradního města z 12. století.
1982
 http://whc.unesco.org/en/list/201
2. Starobylé město Sigiriya
Ancient City of Sigiriya 
Zbytky města z 5. století.
1982
 http://whc.unesco.org/en/list/202
3. Posvátné město Anuradhápura
Sacred City of Anuradhapura
Svaté město v džungli, jeho paláce a kláštery byly opuštěny v 10. století.
1982
 http://whc.unesco.org/en/list/200
4. Staré město Galle a jeho opevnění
Old Town of Galle and its Fortifications 
Staré město ze 16. století a jeho opevnění, příklad evropského města v jižní Asii.
1988
 http://whc.unesco.org/en/list/451
5. Posvátné město Kandy
Sacred City of Kandy
Buddhistické poutní město - paláce, kláštery a chrámy.
1988
 http://whc.unesco.org/en/list/450
6. Lesní rezervace Sinharaja
Sinharaja Forest Reserve
Přírodní rezervace - poslední původní tropický deštný les v zemi.
1988
 http://whc.unesco.org/en/list/405
7. Jeskynní chrám Dambulla
Golden Temple of Dambulla
'Zlatý chrám', již 2000 let posvátné poutní místo a jeskynní klášter.
1991
 http://whc.unesco.org/en/list/561
8. Centrální vysočina Srí Lanky
Central Highlands of Sri Lanka
Horské lesy (až do výšky 2500 metrů nad hladinou moře) jsou domovem rozličné fauny a flory. Některé druhy jsou zařazeny mezi ohrožené.
2010
http://whc.unesco.org/en/list/1203

## Tádžikistán

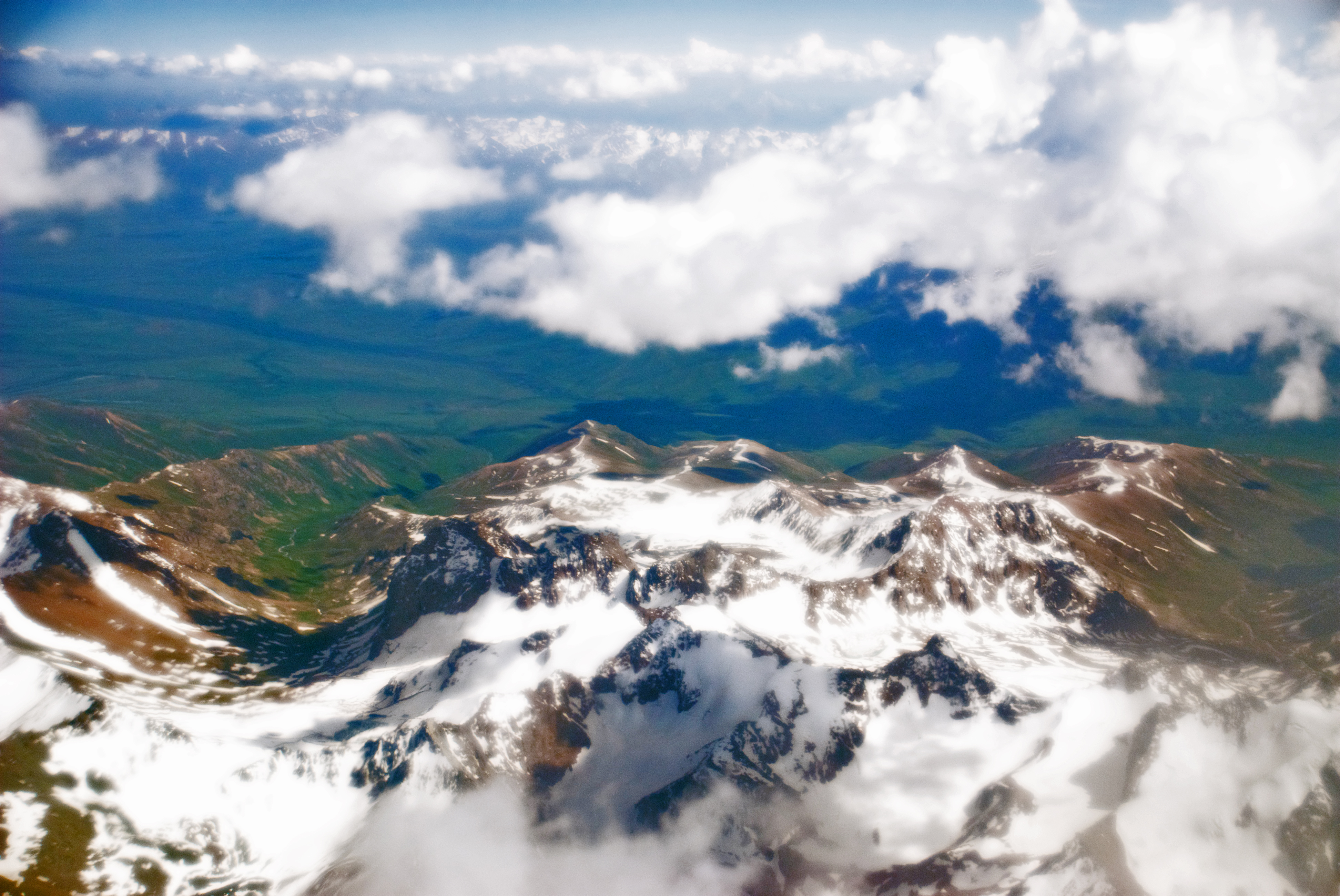
Tádžický národní park

1. Archeologická lokalita Sarazm
Proto-urban site of Sarazm
Zbytky staveb s datováním až 4000 let před naším letopočtem. Jedno z nejstarších osídlení oblasti Střední Asie.
2010
http://whc.unesco.org/en/list/1141
2. Tádžický národní park
Tajik National Park (Mountains of the Pamirs)
2 600 000 ha chráněného území v pohoří Pamír.
2013
http://whc.unesco.org/en/list/1252
3. Hedvábná stezka: koridor Zeravšan-Karakum
Silk Roads: Zarafshan-Karakum Corridor
Koridor o délce 866 kilometrů na území Tádžikistánu, Turkmenistánu a Uzbekistánu kde vznikala městská centra, obchod a infrastruktura. 
2023
http://whc.unesco.org/en/list/1675
4. Tugayské lesy přírodní rezervace Tigrovaja Balka
Tugay forests of the Tigrovaya Balka Nature Reserve
Přírodní rezervace charakterizovaná zdejšími lesy Tugai.
2023
http://whc.unesco.org/en/list/1685
5. Kulturní dědictví starověkého Khuttalu
Cultural Heritage Sites of Ancient Khuttal
Památky na království Khuttal na trase Hedvábné stezky.
2025
https://whc.unesco.org/en/list/1627

## Thajsko

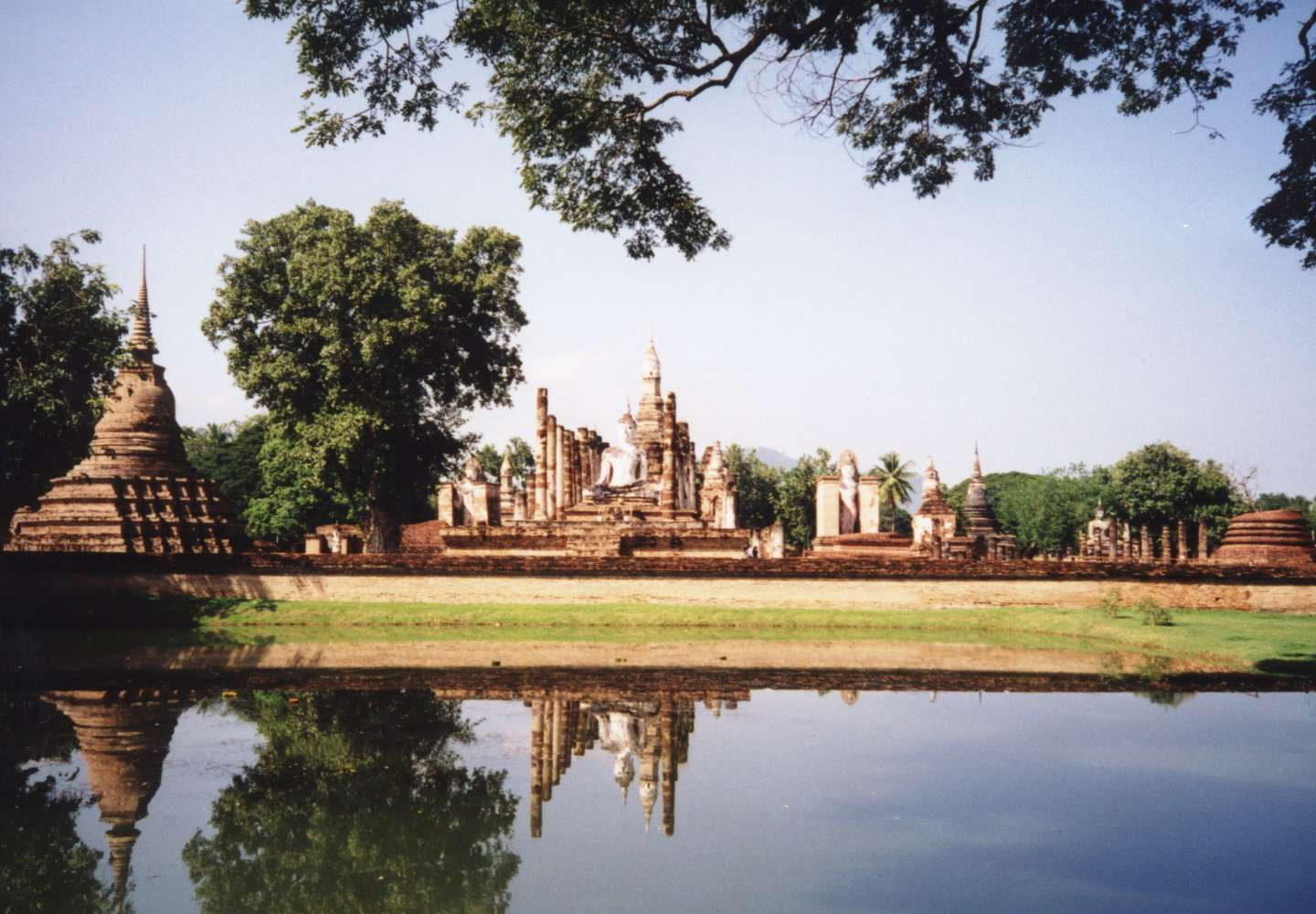
Sukhotaj

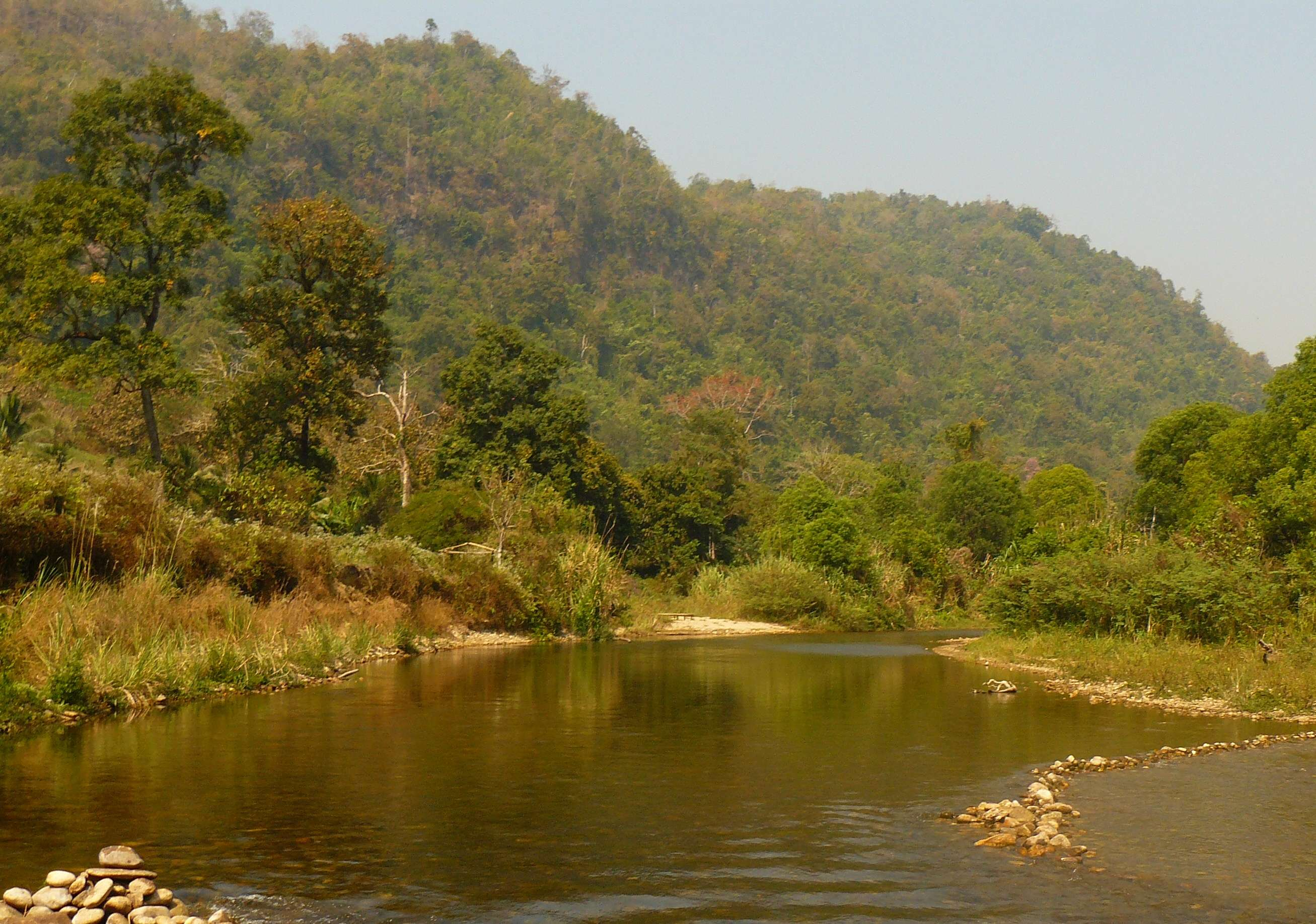
Thungyai

1. Historické město Ayutthaya
Historic City of Ayutthaya
Zbytky historického města z 13. až 18. stol.
1991
 http://whc.unesco.org/en/list/576
2. Historické město Sukhothaj a přilehlá historická města
Historic Town of Sukhotai and Associated Historic Towns 
Hlavní město Siamského království. Jeho památky ilustrují počátky thajské architektury.
1991
 http://whc.unesco.org/en/list/574
3. Rezervace Thungyai - Huai Kha Khaeng
Thungyai - Huai Kha Khaeng Wildlife Sanctuaries
Přírodní rezervace zahrnuje všechny typy lesa v jihovýchodní Asii.
1991
 http://whc.unesco.org/en/list/591
4. Archeologická lokalita Ban Chiang
Ban Chiang Archaeological Site
Nejvýznamnější naleziště prehistorického osídlení v jihovýchodní Asii.
1992
 http://whc.unesco.org/en/list/575
5. Lesní komplex Dong Phayayen–Khao Yai
Dong Phayayen - Khao Yai Forest Complex
Přírodní rezervace v povodí řek Mun, Mekong a Bang Pakong.
2005
 http://whc.unesco.org/en/list/590
6. Lesní komplex Kaeng Krachan
Kaeng Krachan Forest Complex
Přírodní rezervace u horského pásma Tenasserim na rozcestí Himálaje, Indočíny a oblastí se sumaterskou faunou a flórou.
2021
 http://whc.unesco.org/en/list/1461
7. Starobylé město Si Thep a jeho přidružené památky Dvaravati
The Ancient Town of Si Thep and its Associated Dvaravati Monuments
Starobylé město Si Thep a jeho přidružené památky Dvaravati zahrnují tři archeologická naleziště představující odlišnou kulturu a civilizaci Dvaravati.
2023
 http://whc.unesco.org/en/list/1662
8. Phu Phrabat, svědectví tradice kamenů Sīma z období Dvaravati
Phu Phrabat, a testimony to the Sīma stone tradition of the Dvaravati period
Archeologická lokalita z období 7. až 11. století.
2024
https://whc.unesco.org/en/list/1507

## Turkmenistán

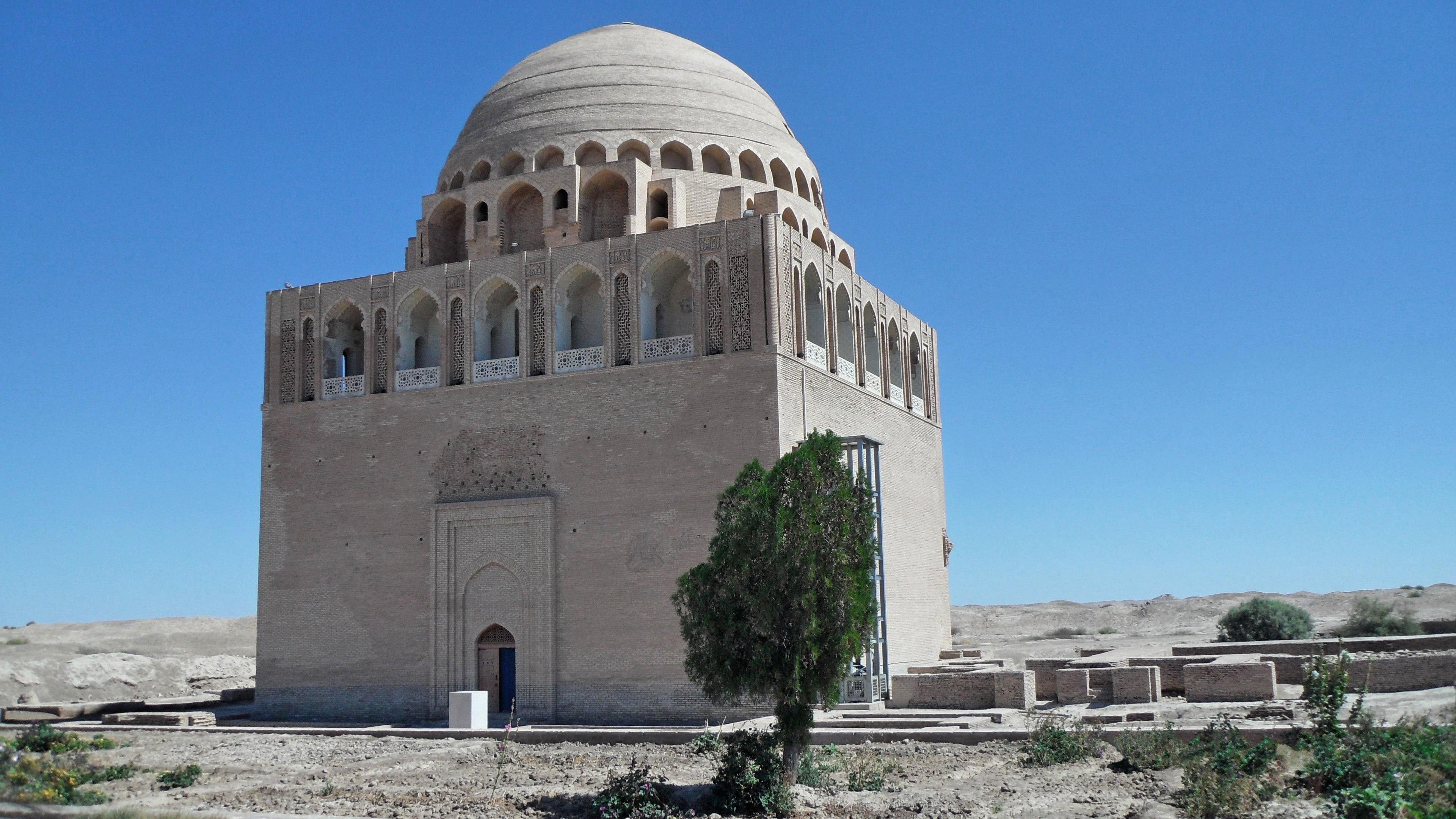
Merv

1. Státní historický a kulturní park „starověký Merv“
State Historical and Cultural Park “Ancient Merv”
Merv je nejstarší a nejlépe zachované město v oáze podél hedvábné cesty ve střední Asii.
1999
 http://whc.unesco.org/en/list/886
2. Kuňja-Urgenč
Kunya-Urgench
Staré město na břehu Amudarji, budované od 11. stol.
2005
 http://whc.unesco.org/en/list/1199
3. Parthské pevnosti v Nise 
Parthian Fortresses of Nisa
Velmi zachovalé pozůstatky nejranějších měst Parthské říše (3. stol. př. n. l. až 3. století n. l.) 
2007
http://whc.unesco.org/en/list/1242
4. Hedvábná stezka: koridor Zeravšan-Karakum
Silk Roads: Zarafshan-Karakum Corridor
Koridor o délce 866 kilometrů na území Tádžikistánu, Turkmenistánu a Uzbekistánu kde vznikala městská centra, obchod a infrastruktura. 
2023
http://whc.unesco.org/en/list/1675
5. Turanské studené zimní pouště
Cold Winter Deserts of Turan
Soubor 14 krajin v tropickém nebo subtropickém pásmu na území Kazachstánu, Turkmenistánu a Uzbekistánu s extrémními klimatickými podmínkami s velmi chladnými zimami a horkými léty s výjimečnou faunou a florou. 
2023
http://whc.unesco.org/en/list/1693

## Uzbekistán

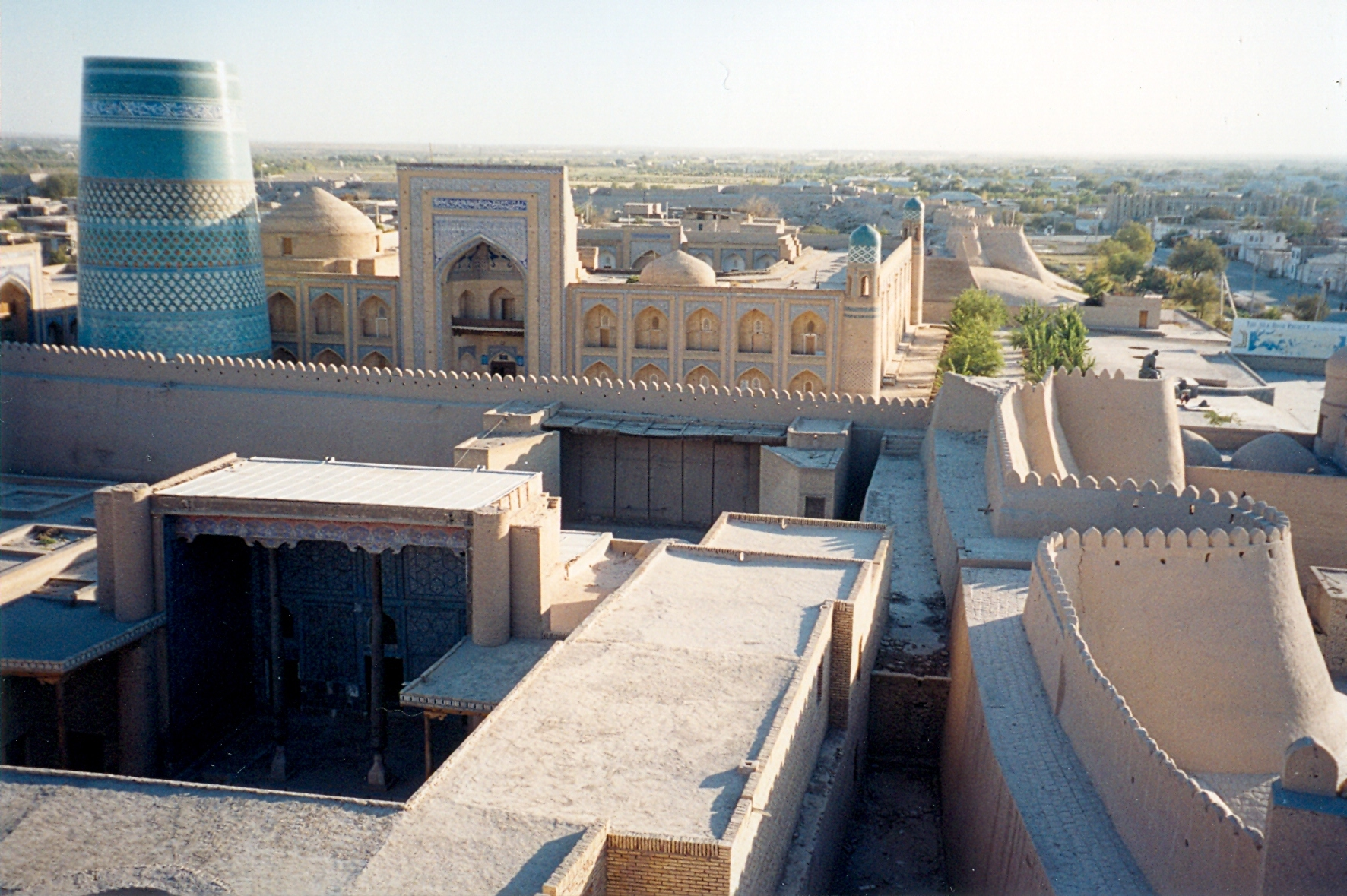
Ičan Kala

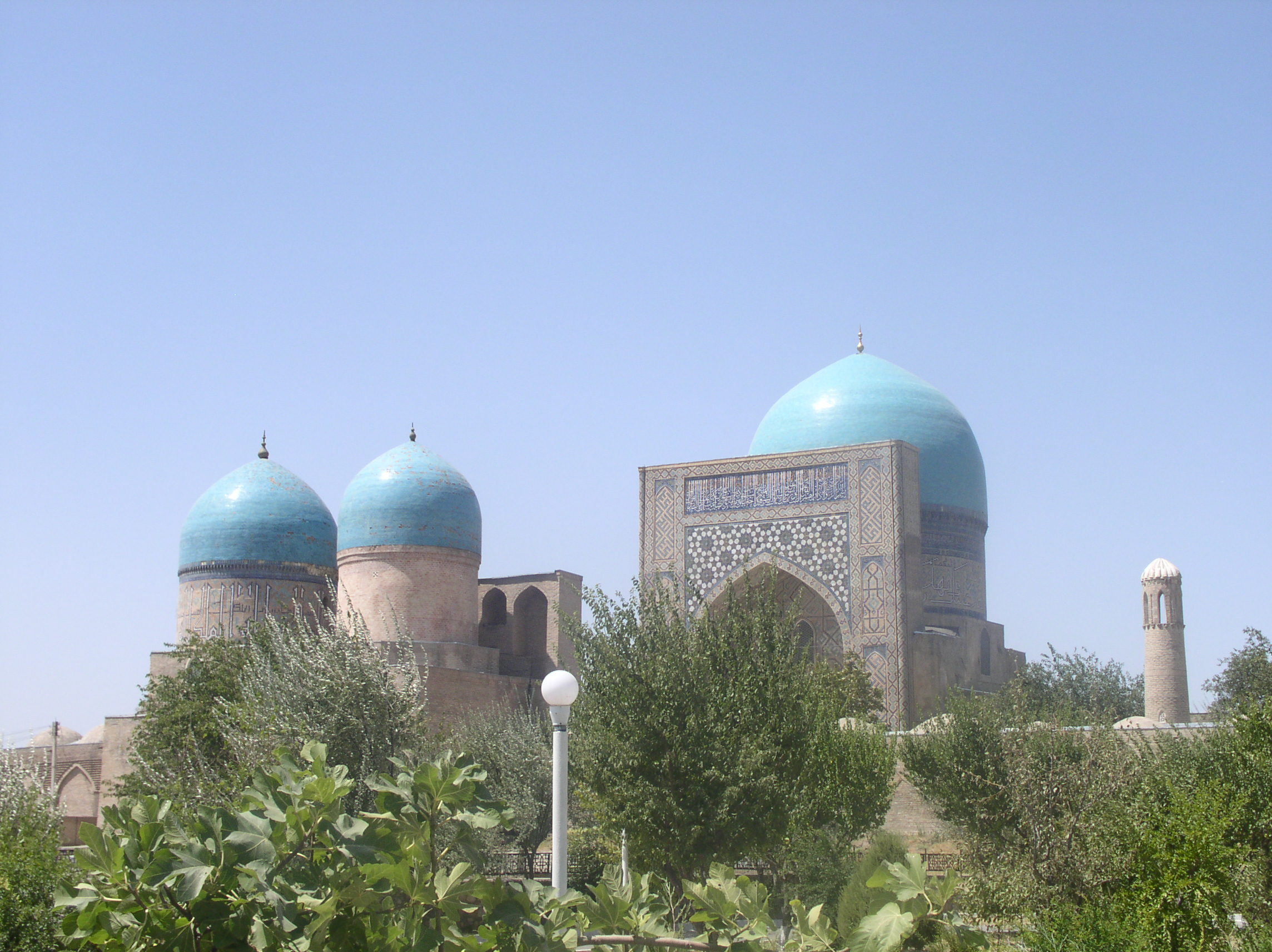
Šahrisabz

1. Ičan Kala
Itchan Kala
Historické centrum oázy Chiva, která bývala poslední zastávkou karavan na cestě do Íránu.
1990
 http://whc.unesco.org/en/list/543
2. Historické centrum Buchary
Historic Centre of Bukhara
Historické město na bývalé Hedvábné stezce je nejucelenější městský celek ve Střední Asii.
1993
 http://whc.unesco.org/en/list/602
3. Historické centrum Šahrisabzu
Historic Centre of Shakhrisyabz
Historické centrum tímúrovské metropole ze 14.–15. stol.
2000
 http://whc.unesco.org/en/list/885
4. Samarkand – křižovatka kultur
Samarkand - Crossroads of Cultures
Místo, kde se prolínají kultury. Pozoruhodné jsou mešity a madrasy na náměstí Registan, mešita Bibi-chanum, komplex Šáh-i-Zinda, Gúr-Emír nebo observatoř Ulug-Bega.
2001
 http://whc.unesco.org/en/list/603
5. Západní Ťan-šan
Western Tien-Shan 
13 chráněných území v pohoří západního Ťan-šan v Kazachstánu, Kyrgyzstánu a Uzbekistánu.
2016
http://whc.unesco.org/en/list/1490
6. Hedvábná stezka: koridor Zeravšan-Karakum
Silk Roads: Zarafshan-Karakum Corridor
Koridor o délce 866 kilometrů na území Tádžikistánu, Turkmenistánu a Uzbekistánu kde vznikala městská centra, obchod a infrastruktura. 
2023
http://whc.unesco.org/en/list/1675
7. Turanské studené zimní pouště
Cold Winter Deserts of Turan
Soubor 14 krajin v tropickém nebo subtropickém pásmu na území Kazachstánu, Turkmenistánu a Uzbekistánu s extrémními klimatickými podmínkami s velmi chladnými zimami a horkými léty s výjimečnou faunou a florou. 
2023
http://whc.unesco.org/en/list/1693

## Vietnam

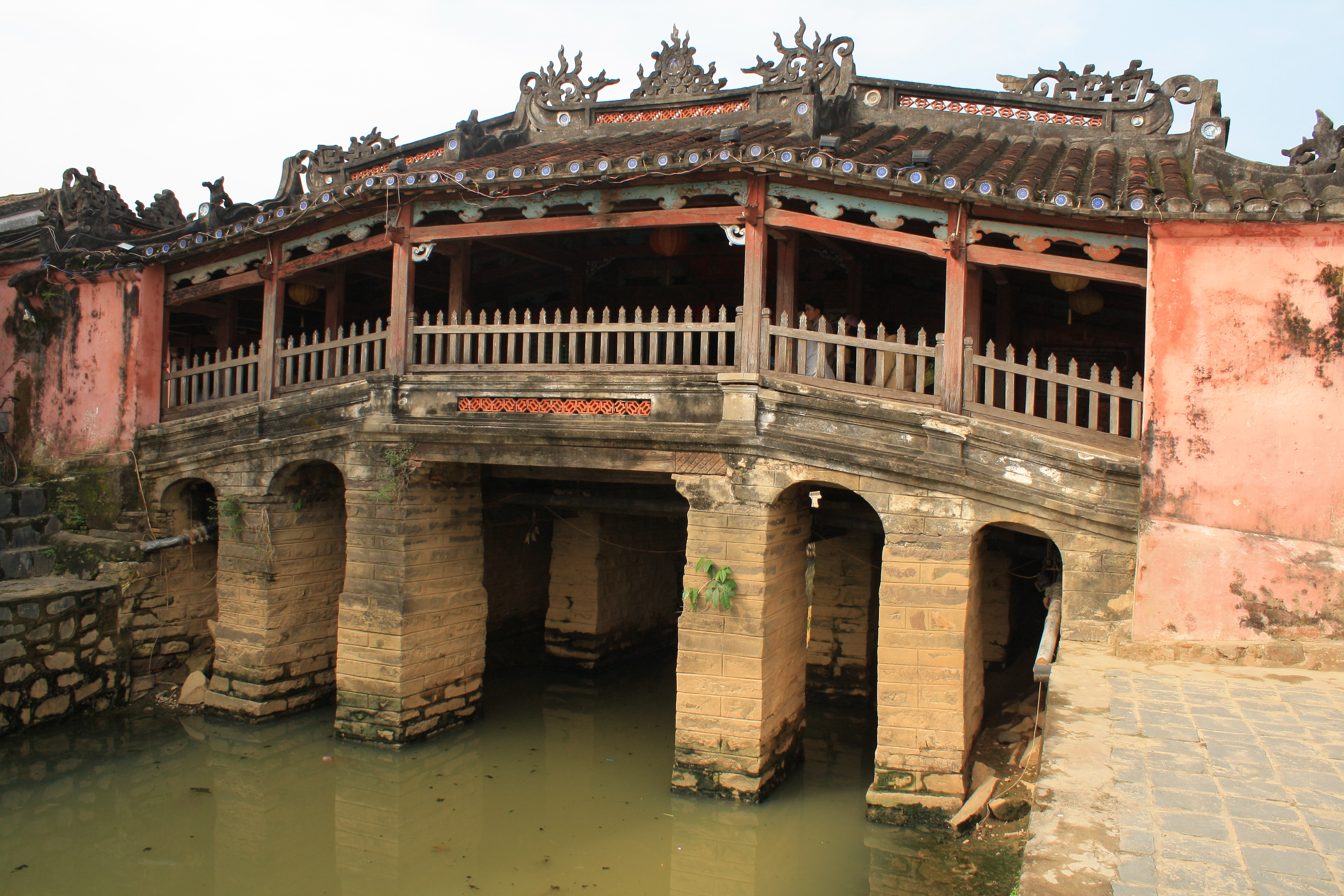
Hoi An

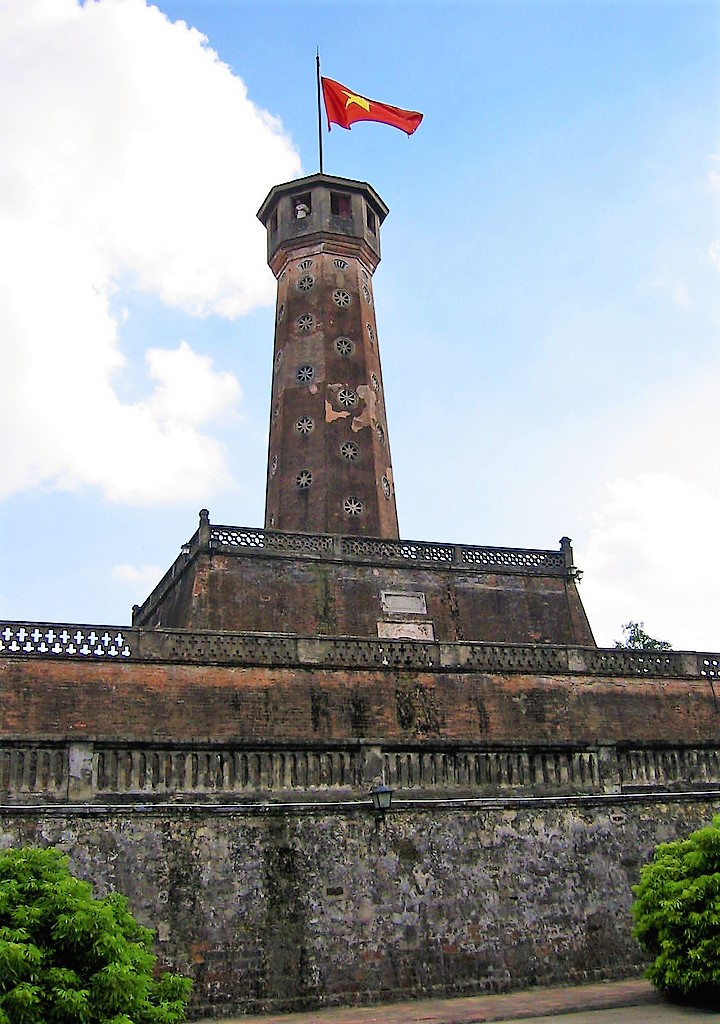
Thanglongské královské město

1. Památky v Hue
Complex of Hué Monuments 
Komplex památek bývalého politického, náboženského a kulturního centra Vietnamu.
1993
 http://whc.unesco.org/en/list/678
2. Zátoka Ha Long - souostroví Cat Ba
Ha Long Bay - Cat Ba Archipelago
Zátoka v Tonkinském zálivu s mnoha ostrovy je známá vápencovými věžemi.
1994, 2000, 2023
 http://whc.unesco.org/en/list/672
3. Staré město Hoi An
Hoi An Ancient Town
Obchodní přístav z období 15. až 19. století.
1999
 http://whc.unesco.org/en/list/948
4. Svatyně My Son
My Son Sanctuary
Hlavním náboženské a politické středisko království Čampa (13. století).
1999
 http://whc.unesco.org/en/list/949
5. Národní park Phong Nha-Ke Bang a národní park Hin Nam No
Phong Nha-Ke Bang National Park and Hin Nam No National Park
Přírodní rezervace na krasovém území.
2003, 2025
 http://whc.unesco.org/en/list/951
6. Thanglongské královské město v Hanoji
Central Sector of the Imperial Citadel of Thang Long - Hanoi
Stavba z 11. století.
2010
http://whc.unesco.org/en/list/1328
7. Královská pevnost dynastie Ho
Citadel of the Ho Dynasty
Citadela ze 14. století koncipovaná učením feng-šuej
2011
http://whc.unesco.org/en/list/1358
8. komplex kulturní krajiny v Trang An
Trang An Landscape Complex
Vápencová krasová oblast s archeologickými nálezy ve zdejších jeskyních.
2014
http://whc.unesco.org/en/list/1438
9. Yen Tu-Vinh Nghiem-Con Son, komplex památek a krajiny Kiep Bac
Yen Tu-Vinh Nghiem-Con Son, Kiep Bac Complex of Monuments and Landscapes
Místo bylo domovem dynastie Trần v 13. a 14. století a místo vzniku tzv. budhismu Trúc Lâm
2025
https://whc.unesco.org/en/list/1732